# Cronologia celui de-al Doilea Război Mondial
Aceasta este o listă cronologică a evenimentelor din timpul celui de-al Doilea Război Mondial.

## Înainte de război

### 1931
- 18 septembrie: Are loc Incidentul Mukden, pretext pentru Japonia să ocupe Manciuria.
- 19 septembrie: Invazia japoneză a Manciuriei.
- 20 septembrie: Cu o armă la tâmplă comandantul chinez al provinciei Kirin anunță anexarea teritoriului la Japonia.

### 1932

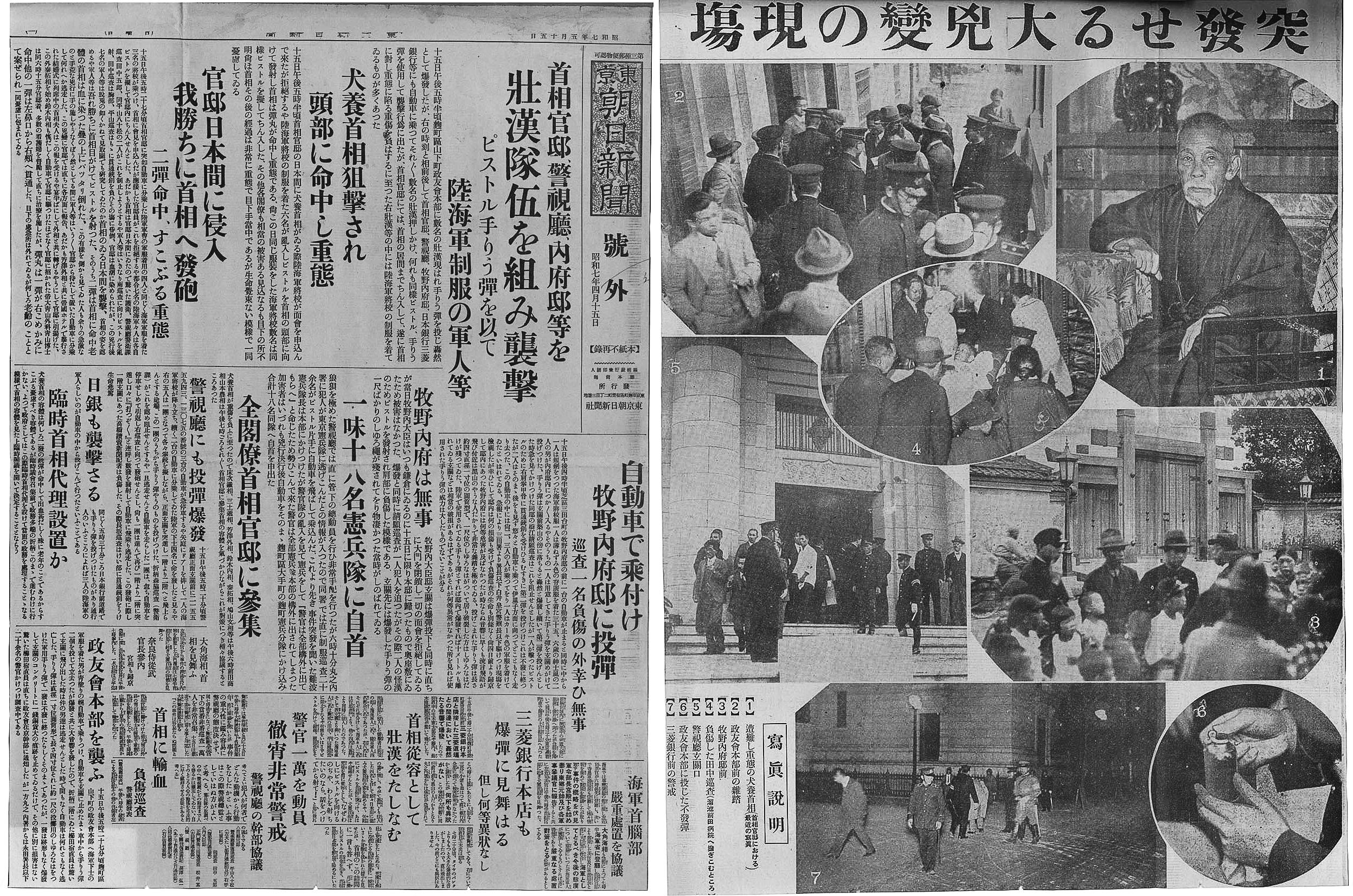
15 mai: Lovitură de stat în Japonia.

- 15 ianuarie: În jur de 6 milioane de șomeri în Germania
- 28 ianuarie: Japonia ocupă Shanghai-ul.
- 2 februarie: Liga Națiunilor recomandă din nou negocieri între China și Japonia.
- 4 februarie: Japonia ocupă Harbin, China.
- 18 martie: Încep negocieri de pace între China și Japonia.
- 10 aprilie: Paul von Hindenburg este ales președinte al Germaniei. Adolf Hitler primește peste 13 milioane de voturi.
- 30 noiembrie: Biuro Szyfrów decriptează codul german Enigma.

### 1933
- 1 ianuarie: Are loc Lupta de Apărare a Marelui Zid Chinezesc.
- 30 ianuarie: Hitler este numit cancelar.
- 27 februarie: Incendierea Reichstagului.
- 22 martie: Intră în funcțiune Lagărul de concentrare Dachau, model și prototip pentru construcția lagărelor ulterioare.
- 27 martie: Japonia părăsește Societatea Națiunilor.
- 1 aprilie: Hitler incită la boicot împotriva comercianților evrei. Se consideră prima acțiune la nivel național împotriva evreilor.
- 14 octombrie: Germania părăsește Societatea Națiunilor și Conferința de Dezarmare pentru că deja începuse să se reînarmeze.

### 1934
- 26 ianuarie: Polonia și Germania semnează Pactul de neagresiune polono-german.
- 24 martie: Guvernul celui de-al Treilea Reich retrage cetățenia germană evreilor.
- 14 iunie: Hitler și Mussolini se întâlnesc la Veneția.
- 30 iunie: Are loc Noaptea cuțitelor lungi, regimul nazist execută din propriul partid cel puțin 85 de oameni din motive politice, membri ai „Batalioanelor de asalt” (SA) (în germană Sturmabteilung), o organizație paramilitară nazistă.
- 25 iulie: În Austria este ucis cancelarul Engelbert Dollfuss.
- 2 august: În Germania moare Paul von Hindenburg.

### 1935
- 3 octombrie: Cel de-al Doilea Război Italo-Etiopian.

### 1936
- 7 martie: Remilitarizarea Renaniei în Germania.
- 18 iulie: Începe Războiul Civil Spaniol.

### 1937
- 26 aprilie: Orașul spaniol Guernica este bombardat de aviația germană.
- 7 iulie: izbucnește cel de-Al Doilea Război Chino-Japonez.
- 13 august: începutul bătăliei din Shanghai.

### 1938
- 13 martie: Are loc anexarea Austriei de către Germania Nazistă, Anschluss.
- 30 septembrie Acordul de la München. Cehoslovacia este obligată să cedeze Regiunea Sudetă (Sudetenland) anexată de Germania Nazista
- 2 Noiembrie Primul arbitraj de la Viena Cehoslovacia este obligată că cedeze sudul Slovaciei Ungariei.
- 9 noiembrie Noaptea de cristal (Kristallnacht) pogromul împotriva evreilor din Germania Nazistă, inclusiv Austria anexată de Germania Nazista prin Anschluss
- 6 decembrie: Georges Bonnet (Franța) și Joachim von Ribbentrop (Germania) semnează un pact de neagresiune între cele două țări.

### 1939
• martie Ungaria ocupa Ucraina Subcarpatică (Rutenia) autonomă — regiunea Transcarpatia de astăzi din Ucraina.
- 23 august: Semnarea Pactului Ribbentrop-Molotov, un tratat de neagresiune încheiat între Uniunea Sovietică și Germania nazistă, semnat la Moscova de ministrul de externe al URSS Viaceslav Molotov și ministrul de externe german Joachim von Ribbentrop, în prezența lui Stalin.

## Începerea războiului în Europa

### 1939

#### Septembrie

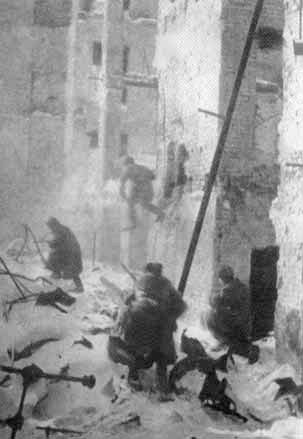
Lupte de stradă în Stalingrad

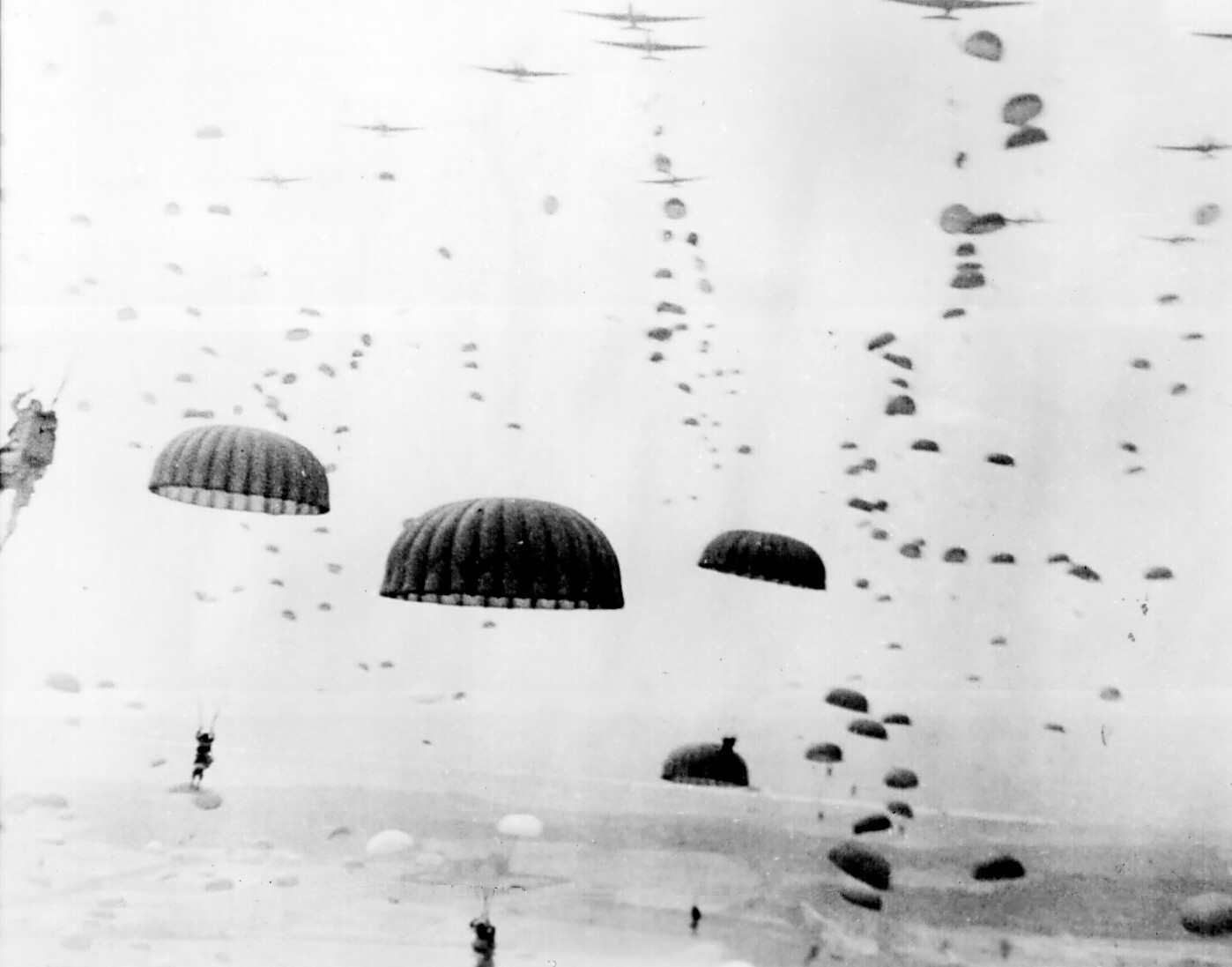
Valuri de parașutiști aterizând în Olanda în timpul Operațiunii Market Garden, septembrie 1944.

1: Invadarea Poloniei a început la ora 4:30 dimineața cu un atac al aviației militare germane împotriva mai multor ținte din Polonia. Regatul Unit și Franța au cerut imediat retragerea trupelor germane.
2: A fost deschis frontul intern britanic odată cu decretarea mobilizării generale și preparativele pentru evacuările populației din zonele cele mai amenințate de eventualele atacuri aeriene germane.
3: Regatul Unit și Franța au declarat război Germaniei Naziste, după refuzul acesteia din urmă să se retragă din Polonia.
4: Comandamentul bombardierelor din Royal Air Force a declanșat un raid asupra navei germane de război Admiral Scheer în golful Helgoland.  Șase dintre cele douăzeci și patru de bombardiere au fost doborâte. Numai trei bombe și-au atins ținta.
7: Patrule franceze au intrat în Germania lângă Saarbrücken.
9: Canada a declarat război Germaniei.
17: Uniunea Sovietică a invadat Polonia dinspre răsărit, ocupând teritoriul la est de Linia Curzon și Białystokul și Galiția răsăriteană.
18: Varșovia este asediată de trupele germane.
25: Primele măsuri de pe frontul intern german: raționalizarea alimentelor.
27-28: Varșovia a fost intens bombardată.
28: Varșovia a capitulat în fața germanilor.

#### Octombrie
5: Uniunea Sovietică a început convorbiri cu Finlanda pentru modificarea frontierei comune.
6: Rezistența poloneză a încetat. Finlanda a început să-și mobilizeze armata. Hitler a ținut un discurs în fața deputaților Reichstagului, declarând că dorește să restabilească pacea după convorbiri cu Anglia și Franța.
9: Hitler a dat ordine pentru pregătirea invaziei în Belgia, Franța, Luxemburg și Olanda.
10: Șefii marinei militare germane i-au sugerat lui Hitler să ordone ocuparea Norvegiei.
14: Cuirasatul britanic HMS Royal Oak a fost scufundat în portul de la Scapa Flow de submarinul german U-47.
19: Mai multe teritorii din Polonia au fost alipite oficial la Germania. În Lublin a fost înființat primul ghetou evreiesc.

#### Noiembrie
30: Uniunea Sovietică invadează Finlanda (Războiul de Iarnă, sau Războiul sovieto-finlandez), la trei luni după izbucnirea celui de-al Doilea Război Mondial. În consecință, Uniunea Sovietică a fost exclusă din Liga Națiunilor la 14 decembrie. Iosif Vissarionovici Stalin, conducătorul statului sovietic, se așteptase să cucerească întreaga țară până la sfârșitul anului, dar rezistența finlandeză a zădărnicit toate planurile sovieticilor, deși aceștia din urmă își depășeau numeric inamicii în proporție de 3 la 1. Finlanda a rezistat până în martie 1940, când țara a fost obligată să semneze un tratat de pace prin care ceda agresorului sovietic aproximativ 10 % din teritoriul național și cca 20 % din capacitățile sale industriale.

#### Decembrie

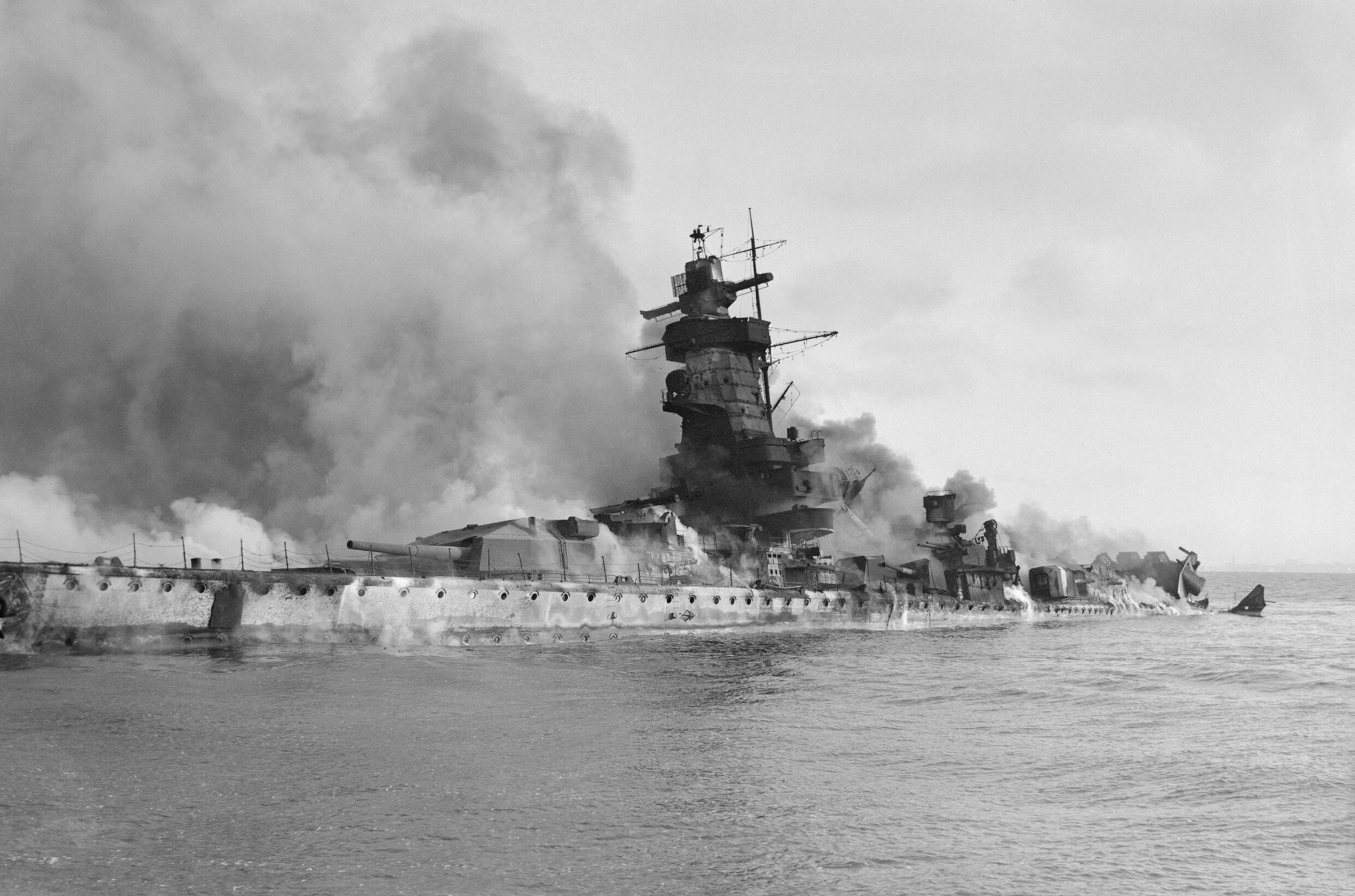
Graf Spee în flăcări, scufundându-se, văzut dinspre portul Montevideo.

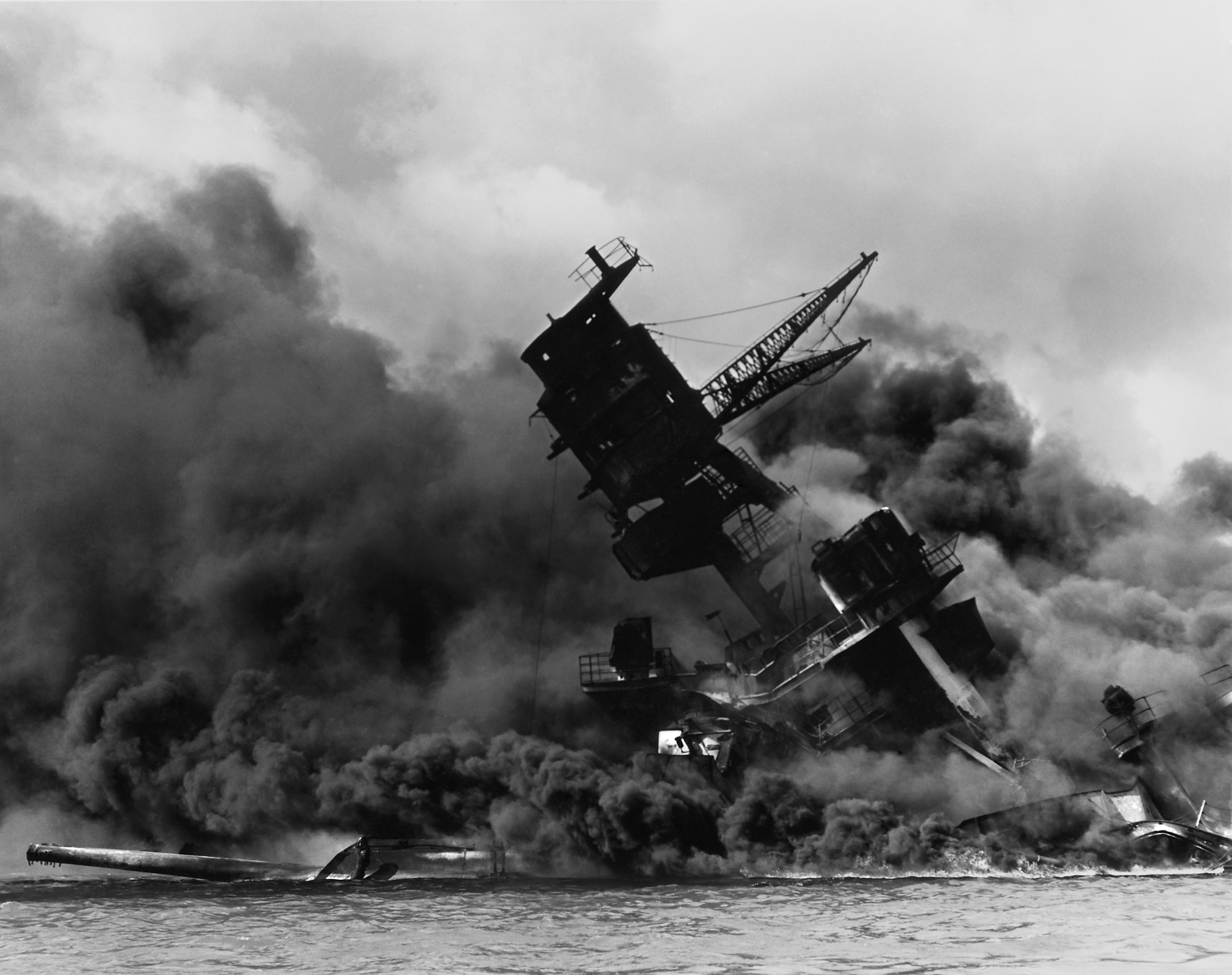
USS Arizona a ars timp de două zile după ce a fost lovit de torpilele aviației japoneze.

1: Evreii au fost forțați să poarte semnul distinctiv Steaua lui David.
7: Italia și-a proclamat încă o dată neutralitatea.
13: A avut loc bătălia de la Rio de la Plata. O forță navală britanică a atacat cuirasatul de buzunar german Admiral Graf Spee.
14: Uniunea Sovietică a fost exclusă din Liga Națiunilor.
17: Cuirasatul de buzunar german Admiral Graf Spee a fost sabordat în portul Montevideo.
18: Primii soldați canadieni au sosit în Anglia.
27: Primii soldați indieni au sosit în Franța.
28: A început programul de raționalizare a cărnii în Anglia.

## 1940

### Februarie

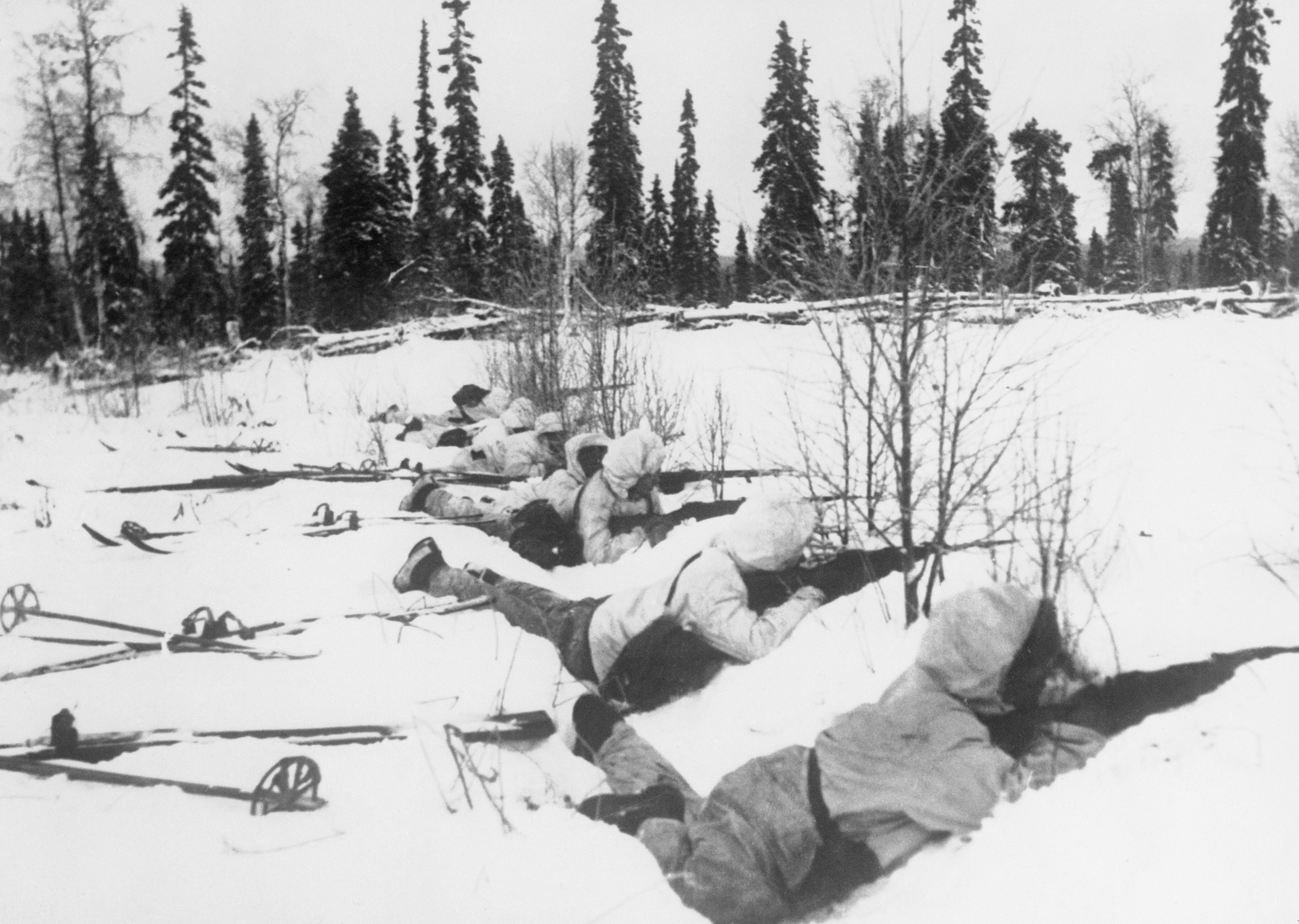
Trupe de schiori finlandezi pe poziții în nordul țării, 12 ianuarie 1940.

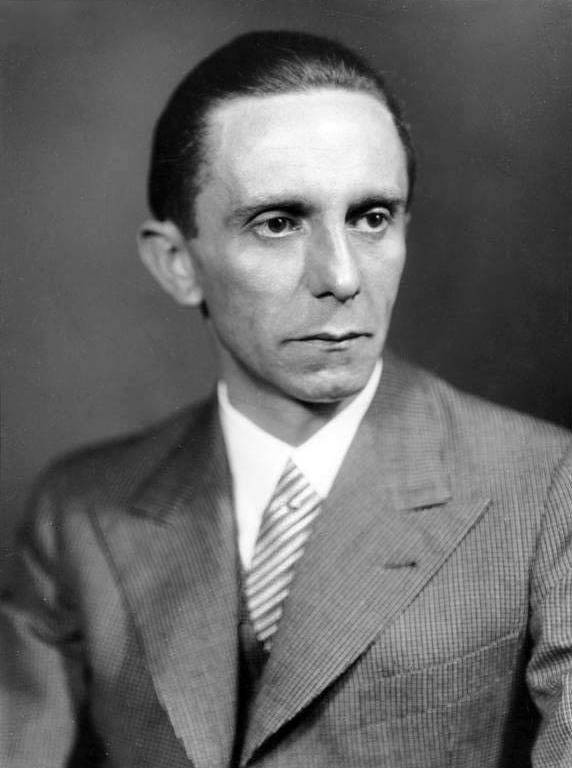
Joseph Goebbels

1: Dieta (parlamentul)  japoneză a aprobat un buget record, aproape jumătate fiind destinat armatei.
5: Regatul Unit și Franța au hotărât să intervină în Norvegia pentru a întrerupe comerțul suedezo-german cu minereu de fier și pentru a asigura o rută pentru sprijinirea Finlandei. Data stabilită pentru declanșarea operațiunii a fost 20 martie.
9: Erich von Manstein a fost numit la comanda unui Corp de armată de blindate, fiind îndepărtat din colectivul care planifica invazia din Franța.
14: Guvernul britanic a făcut apel la voluntari să lupte în Finlanda.
15: Armata Roșie a străpuns linia Mannerheim și a cucerit Summa.
16: Distrugătorul britanic HMS Cossack a eliberat prin forță 299 prizonieri de război britanici deținuți pe petrolierul german Altmark din apele teritoriale ale Norvegiei neutre.
17: Manstein i-a prezentat lui Hitler planurile proprii pentru invadarea Franței printr-un atac prin pădurile din Ardeni.
21: Generalul Nickolaus von Falkenhorst a fost numit la comanda viitoarei invazii din Norvegia. Au fost începute construcțiile la lagărul de exterminare de la Auschwitz.
24: A fost aprobat planul pentru invadarea Franței prin Ardeni.

### Martie
3: Sovieticii au început atacul împotriva orașului Viipuri.
5: Finlanda a comunicat că este de acord cu condițiile sovietice pentru încetarea războiului.
12: Finlanda a semnat tratatul de pace cu URSS.
16: Raidul aerian german de la Scapa Flow a cauzat primele victime printre civili.
18: Mussolini s-a înțeles cu Hitler ca Italia să intre în război "la momentul potrivit".
20: Prim-ministrul francez Édouard Daladier a demisionat.
21: Paul Reynaud l-a înlocuit pe prim-ministrul demisionar francez.
28: Anglia și Franța au semnat un acord bilateral conform căruia nicio parte nu va căuta să facă pace separată cu Germania.
30: Japonezii au stabilit un regim-marionetă în Nanking, China, sub conducerea lui Wang Jingwei.

### Aprilie

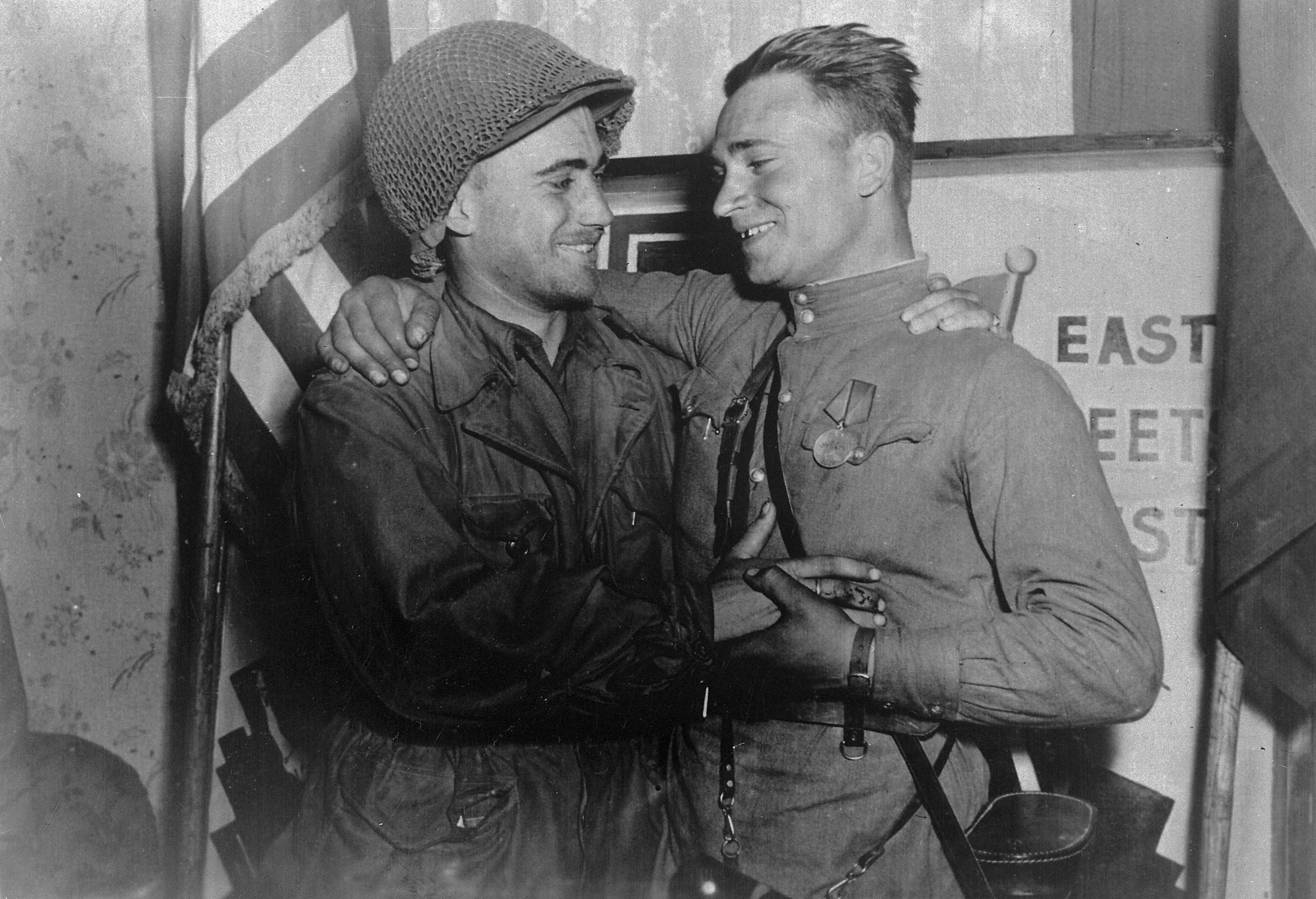
Sublocotenentul american William Robertson și locotenentul sovietic Alexandr Silvașko, în fața panoului cu textul "Estul întâlnește vestul" – istorica întâlnire a armatelor sovietică și americană lângă Torgau, pe râul Elbe.

3: Churchill a fost numit președinte al Comitetului Ministerial al Apărării după demisia Lordului Chatfield.
4: Hitler a dat undă liberă pentru invadarea Norvegiei și Danemarcei.
5: Chamberlain a făcut o remarcă depășită cum că Hitler "a pierdut autobuzul".
8: Aliații au minat apele teritoriale norvegiene.
9: Germania a atacat Norvegia și Danemarca. Danemarca a capitulat.
10: Prima bătălie de la Narvik – distrugătoarele și aviația britanică au executat un atac surpriză împotriva unei forțe navale germane superioare. Și următorul atac britanic de trei zile mai târziu a fost un succes.
12: Trupele britanice au ocupat Insulele Faroe daneze.
14: Trupele franco-britanice au început debarcarea în Norvegia.

### Mai

Harta ofensivei de tip Blitzkrieg de la mijlocul lunii mai 1940.

5: Guvernul norvegian în exil s-a stabilit la Londra.
9: Vârsta de recrutare a britanicilor este extinsă până la 36 ani.
10: Germania a invadat Belgia, Franța, Luxemburg și Olanda. Winston Churchill a devenit prim ministru al Regatului Unit după demisia lui Neville Chamberlain.
11: Luxemburgul a fost complet ocupat.
13: Guvernul olandez în exil s-a stabilit la Londra.
14: A fost creat Corpului voluntarilor apărării locale britanice (Home Guard).
14: Rotterdam a fost supus unui bombaradament-covor de către Luftwaffe. Olanda a decis să capituleze (cu excepția Zealandei).
15: A fost semnată capitulare armatei olandeze.
17: Provincia olandeză Zealand a capitulat.
26: A început Operațiunea Dynamo –  evacuarea Dunkirkului.
28: Belgia a capitulat. Germanii au evacuat Narvikul.

### Iunie

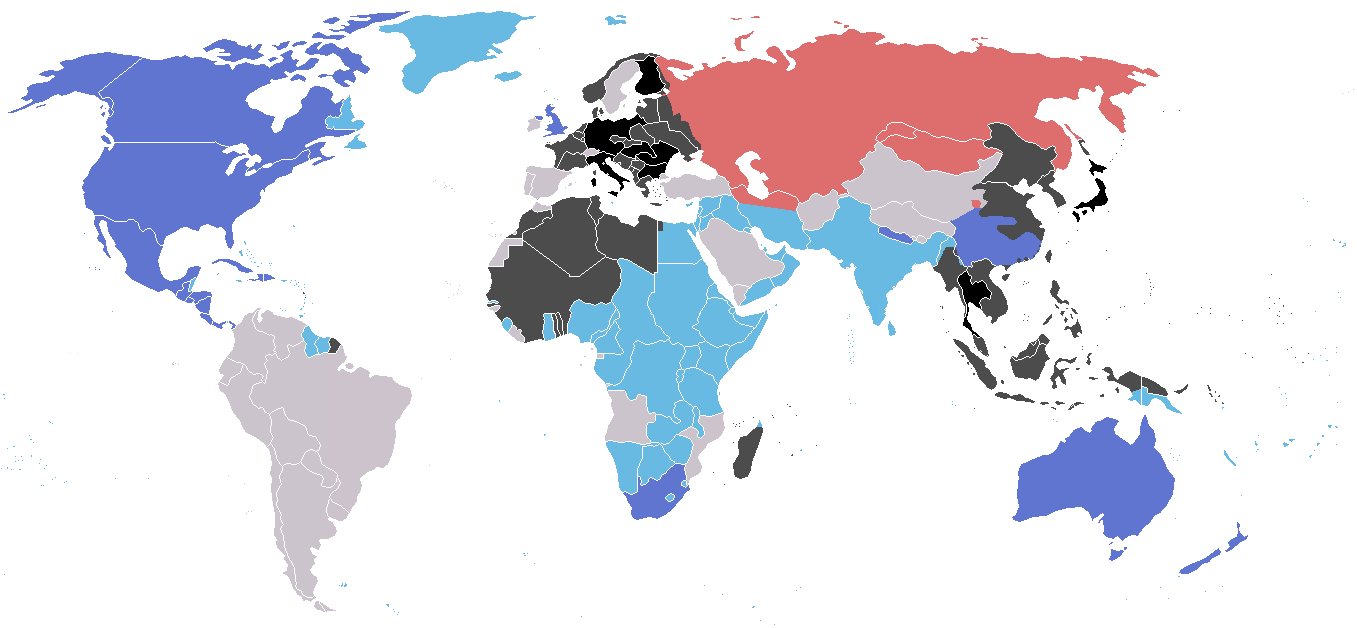
Alianțele celui de-al doilea război mondial, iunie 1942

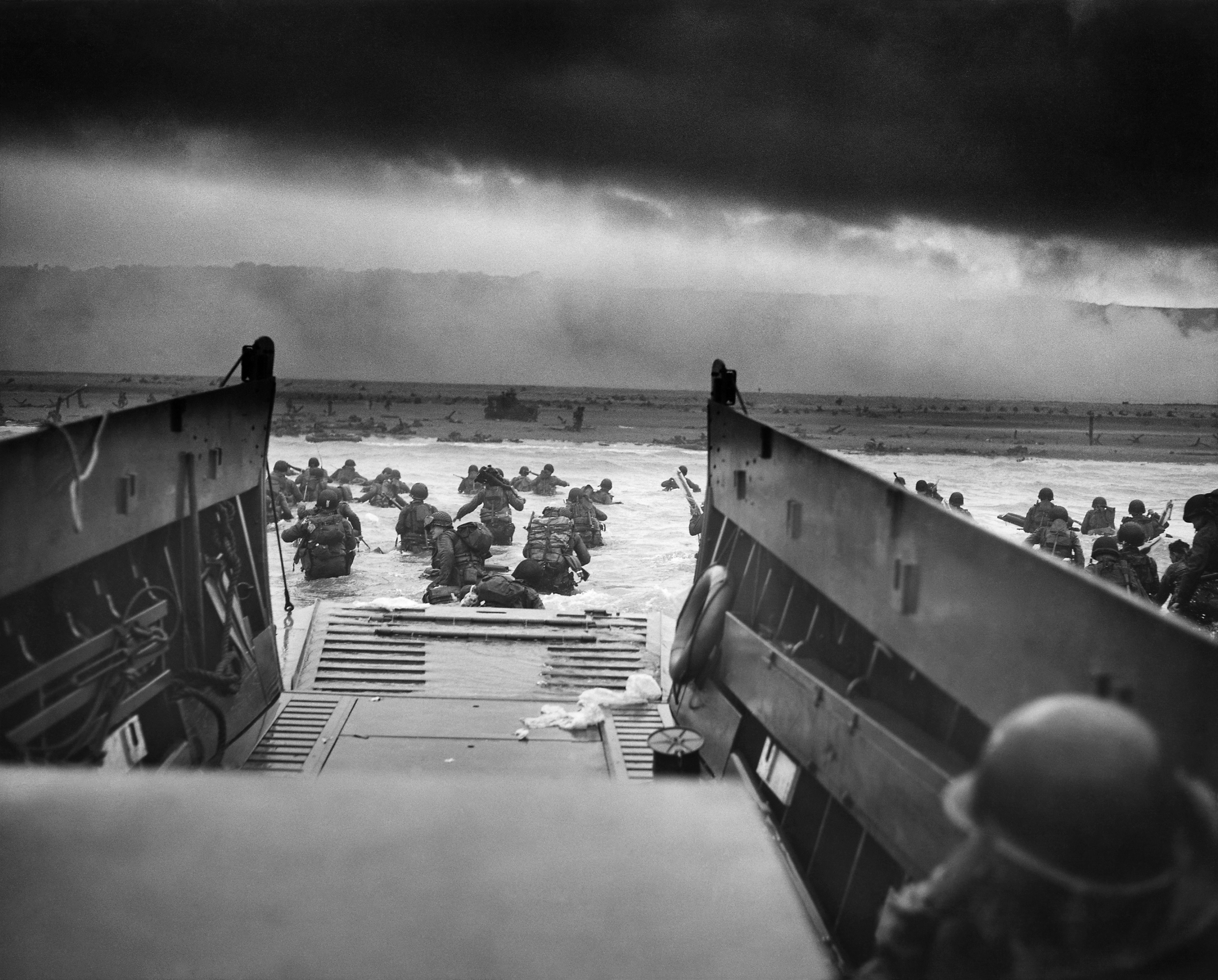
O ambarcațiune de transport al Marinei (LCVP) debarcă trupe pe Plaja Omaha.

3: Ultima zi a Operațiunii Dynamo. 224.686 de britanici și 121.445 de francezi și belgieni au fost evacuați. Germanii au bombardat Parisul.
10: Italia a declarat război Franței și Regatului Unit. Norvegia a capitulat.
11: Guvernul francez s-a refugiat la Tours.
13: Parisul a fost ocupat de trupele germanilor. Guvernul francez s-a mutat încă o dată, de această dată la Bordeaux.
16: Philippe Pétain a devenit premier al Franței după demisia guvernului Reynaud.
17: Vasul de linie HMT Lancastria, folosit ca transportator de trupe de britanici, a fost scufundat la St Nazaire. Acesta a fost cel mai grav dezastru maritim de la războiul anglo-olandez.
18: Generalul De Gaulle a format Comité Français de la Libération Nationale, un guvern francez în exil. Estonia, Letonia și Lituania au fost ocupate de Uniunea Sovietică.
21: Au început negocieri pentru semnarea unui armistițiu franco-german la Compiegne.
22: A fost semnat armistițiul franco-german.
24: A fost semnat armistițiul franco-italian.
25: Franța a capitulat oficial în fața Germaniei la ora 00:35.
28: Uniunea Sovietică ocupă Basarabia, ținutul Herța și Bucovina de Nord, după un ultimatum dat României
28: Generalul De Gaulle este recunoscut de britanici ca lider al Franței Libere.
30: Germania a invadat și ocupat Insulele Canalului.

### Iulie
1: Guvernul francez s-a mutat la Vichy.
2: Hitler a ordonat începerea pregătirilor pentru invadarea insulelor britanice -  Operațiunea Leul de mare.
4: Distrugerea flotei franceze de la Mers-el-Kebir de către Royal Navy; Regimul de la Vichy a rupt legăturile diplomatice cu Londra în semn de protest.
10: S-a declanșat Bătălia Angliei.
21: Guvernul cehoslovac în exil a ajuns la Londra.
22: A fost creat Special Operations Executive.
25: Toate femeile și copiii au primit ordinul să fie evacuați din Gibraltar.

### August

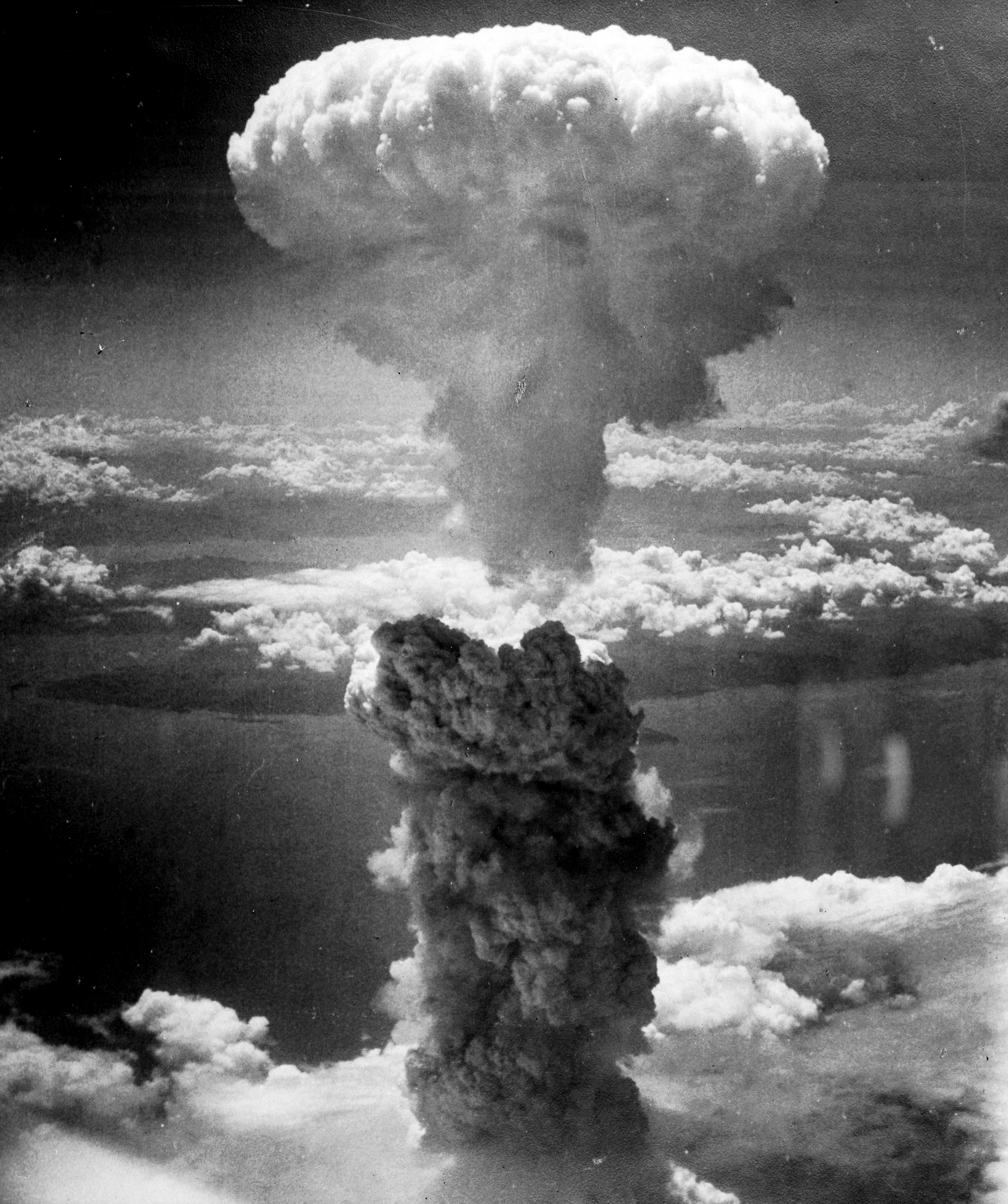
Norul nuclear care a rezultat după explozia celei de-a doua bombe nucleare (Fat Man) deasupra orașului Nagasaki s-a ridicat la 18 km de la epicentru.

2: Generalul De Gaulle a fost condamnat la moarte, în lipsă, de un tribunal militar francez.
4: Forțele italiene conduse de generalul Guglielmo Nasi au invadat Somalia Britanică în timpul Campaniei din Africa de Est.
17: Hitler a ordonat blocada insulelor britanice.
19: Forțele italiene au cucerit Berbera, capitala Somaliei Britanice, victorie care a finalizat invazia coloniei britanice. După cucerirea Somaliei, italienii au efectuat o serie de raiduri de mică amploare în Sudanul Britanic și în Kenia.
25: Primul raid aerian britanic asupra Berlinului.
30. Dictatul de la Viena. România este forțată să cedeze Ungariei Transilvania de Nord, 43.492 km², 2.609.000 locuitori.

### Septembrie
3: Declanșarea Operațiunii Leul de mare a fost stabilită pentru 21 septembrie.
6: Regele Carol al II-lea a abdicat de pe tronul României în favoarea fiului său Mihai, dar controlul guvernului a fost preluat de mareșalul mareșalul Antonescu.
10: Operațiunea Leul de mare a fost amânată pentru 24 septembrie.
13: Forțele coloniale italiene din Libia au trecut granița în Egipt și au inițiat Campania din deșertul de vest. Cinci divizii italiene au înaintat până la 95 de kilometri de Sidi Barrani și și-au fixat o serie tabere defensive.
14: Operațiunea Leul de mare a fost amânată până pe 27 septembrie, ultima lună în care mareea era favorabilă invaziei.
16: Selective Service Act a introdus prima mobilizare pe timp de pace din istoria Statelor Unite.
17: Hitler a amânat Operațiunea Leul de mare până la o dată care avea să fie anunțată ulterior.
22: Forțele japoneze au ocupat Vietnamul, făcând ca administrația franceză să mai aibă doar un rol decorativ.
24: Avioanele Regimului de la Vichy au bombardat Gibraltarul.
27: Japonia, Germania și Italia au semnat Pactul tripartit.

### Octombrie
7: Trupele germane au intrat în România.
12: Orice invazie germană a insulelor britanice a fost amânată până în primăvara anului 1941.
16: A început înregistrarea recruților în Statele Unite.
28: Italia a dat un ultimatum Greciei, iar Ioannis Metaxas, prim-ministrul acestei țări a declarat: "Deci, este război!" (Ziua este sărbătorit ca Ziua "Okhi!" ("Nu!") în Grecia). Armata italiană a lansat atacuri în Grecia din Albania și a declanșat războiul greco-italian.
31: Evreii locuitori în Varșovia au fost mutați în ghetouri.
De-a lungul întregii luni octombrie au avut loc hărțuieli de-a lungul râului Mekong între armata Regimului de la Vichy din Indochina Franceză și forțele regale din Tailanda. Luptele izolate au evoluat până la declanșarea războiului franco-tailandez.

### Noiembrie
11: Forțele navale britanice au lansat un atac împotriva marinei italiene la Taranto. Au fost avariate trei cuirasate, două crucișătoare și mai multe nave auxiliare italiene.
20: Ungaria a semnat Pactul tripartit.
23: România a semnat Pactul tripartit.
24: Republica Slovacă a semnat Pactul tripartit.

### Decembrie
8: Francisco Franco a exclus participarea Spaniei la război.
9: Operațiunea Compass: forțele britanice din nordul Africii au început ofensiva împotriva italienilor. La început, au fost lansate atacuri împotriva taberelor italiene de Sidi Barrani.  Forțele italiene au fost puse pe fugă sau distruse.
11: După ce au curățat teritoriul național de invadatorii italieni, grecii au invadat Albania în timpul războiului greco-italian.
18: Planurile pentru declanșarea invaziei germane în Uniunea Sovietică au fost aprobate.
28: Războiul greco-italian a continuat să evolueze tot mai rău pentru italieni. Grecii controlau la un moment dat un sfert din Albania. Italienii au cerut sprijinul militar al germanilor.

## 1941

### Ianuarie

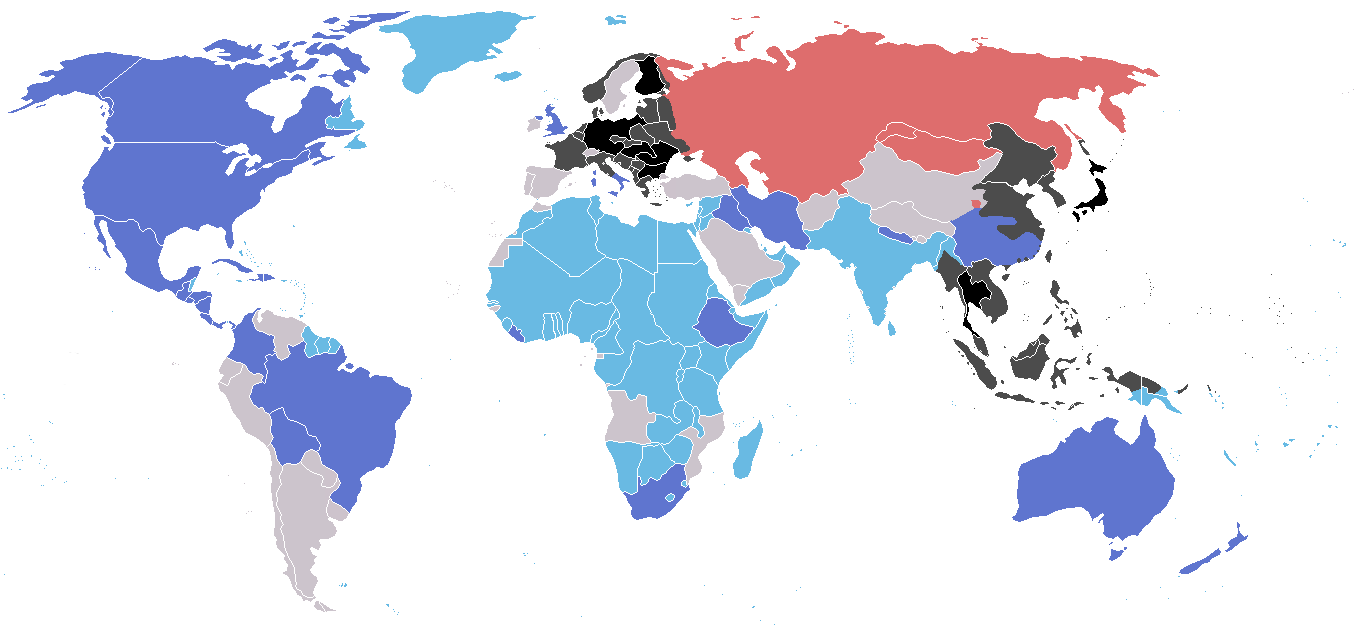
Aliații și Axa în 1944

5: Operațiunea Compass – trupele australiene din Africa au cucerit Bardia aflată până atunci sub control italian.
10: A fost introdus pentru dezbatere în Congresul Statelor Unite legea programului Lend-Lease.
12: Operațiunea Compass – trupele britanice, australiene și neo-zeelandeze au lansat atacul împotriva Tobrukului deținut de italieni.
17: Bătălia de la Koh Chang a dus la victoria decisivă a forțelor franceze din Indochina împotriva forțelor navale tailandeze.
19: Trupele britanice au atacat Eritreea aflată sub controlul Italiei.
12: Operațiunea Compass – trupele britanice, australiene și neo-zeelandeze au cucerit Tobrukul
23: Charles Lindbergh a depus mărturie în fața Congresului SUA și a recomandat ca Statele Unite să negocieze un pact de neutralitate cu Adolf Hitler

### Februarie
3: Operațiunea Compass – trupele  britanice, australiene și neo-zeelandeze au cucerit Derna de la italieni.
3: Germanii l-au repus cu forța în funcție pe Pierre Laval în guvernul de la Vichy.
7: Operațiunea Compass – după câteva zile de lupte disperate, trupele  britanice, australiene și neo-zeelandeze au izolat și distrus Aramta a 10-a italiană în timpul luptei de la Beda Fomm.  Britanicii au capturat cam 130.000 de italieni.
11: Generalul Erwin Rommel a sosit  la Tripoli.
19: A fost declanșat "blitzul de trei nopți" asupra orașului Swansea,  South Wales. În timpul celor trei nopți de bombardaent intens, care a durat în total 13 ore și 48 de minute, centrul orașului Swansea a fost transformat în ruine de 896 bombe mari de aviație lansate de Luftwaffe.
25: Orașul Mogadishu, capitala Somaliei Italiene, a fost capturat de forțele britanice.

### Martie
1: Bulgaria a semnat Pactul tripartit și s-a alăturat Axei.
4: Comandouri britanice au lansat un atac împotriva instalațiilor petroliere din portul Narvik din Norvegia.
11: Președintele american Franklin Delano Roosevelt a semnat legea Lend Lease, care a permis Angliei, Chinei și altor națiuni să procure echipament militar și să amâne plata facturilor până după sfârșitul războiului.Legea de împrumut și închiriere (în engleză Lend-Lease Act) a fost o lege promulgata  la 11 martie 1941, care dispunea vânzarea, închirierea sau împrumutarea oricărei categorii de mijloace militare tuturor țărilor a căror apărare era socotită vitală pentru apărarea Statelor Unite. Această lege a îngăduit țării să devină „arsenalul democrațiilor“. În timpul războiului, Statele Unite i-au furnizat Uniunii Sovietice mii de avioane, tancuri și camioane precum și milioane de tone de bunuri de consum ca parte a programului Lend-Lease. Acestea au fost vitale pentru supraviețuirea Uniunii Sovietice.
25: Iugoslavia a semnat Pactul tripartit.
27: Prințul moștenitor Petar a fost încoronat ca regele Petar al II-lea al Iugoslaviei și a preluat controlul Iugoslaviei, după ce o lovitură de stat a armatei a răsturnat guvernul pro-german al Pricipelui regent. Spionul japonez Takeo Yoshikawa a sosit la Honolulu și a început  studierea flotei americane de la Pearl Harbor.
27 – 29:Bătălia de la Cape Matapan – în Marea Mediterană, o flotă britanică a învins una italiană, scufundând cinci vase de război.
30: Afrika Korps a început ofensiva germană în nordul Africii.

### Aprilie
6: Forțele germane, italiene și ungare au inițiat invadarea Iugoslaviei și au redeschis luptele din Grecia.
6: Armata italiană a fost alungată din Addis Abeba, capitala Etiopiei. Războiul de guerilă a continuat până la capitularea italienilor din septembrie 1943.
10: Groenlanda a fost ocupată de armata SUA.
10: Chiar în timpul invaziei, Regatul Iugoslaviei a fost împărțit de Germania și Italia. A fost înființat  Statul independent al Croației (Nezavisna Država Hrvatska, NDH) sub conducerea lui Ante Pavelić și a mișcării sale ustașă.
12: Belgradul s-a predat.
12: A început asedierea britanicilor din Tobruk de către germani.
13: Japonia și Uniunea Sovietică au semnat un pact de neagresiune.
17: Iugoslavia a capitulat. La Londra s-a format un guvern în exil
21: 223.000 soldați greci s-au predat.
23: Guvernul grec a fost evacuat în Creta.
27: Atena  a fost ocupată de trupele germane.

### Mai
1: Forțele britanice din Irak au fost atacate de irakieni.
9: Soldații britanici au preluat controlul asupra Irakul și au fost întăriți de sosirea la Basra  a Diviziei a 21-a indiene. Submarinul U-110 a fost capturat de Marina Regală Britanică. La bord se afla ultima versiune a mașinii de criptat Enigma, folosită mai apoi de criptanaliștii aliați pentru spargerea codurilor germane.
9: Japonezii au mijlocit tratarea unui tratat de pace la Tokyo care a apus capăt războiului franco-tailandez.
10: Rudolf Hess a aterizat în Scoția și a fost luat prizonier imediat după ce a coborât din avion. Clădirea Casei Comunelor a fost afectată de bombardamentele aeriene ale aviației germane.
15: Statele Unite au inaugurat prima tabără a Civilian Public Service pentru  efectuarea serviciului militar alternativ.  Este declanșată Operațiunea Brevity, prima încercare de despresurare a Tobrukului asediat de germani.
20: Parașutiștii germani  au luat cu asalt Creta.
24: Guvernul grec se refugiază în Egipt, la Cairo.
26: În Atlanticul de nord, un avion decolat de pe portavionul britanic HMS Ark Royal a scufundat cuirasatul german Bismarck, după un atac cu torpile.
28: A început evacuarea forțelor britanice din Creta.

### Iunie
1: Aliații au terminat retragerea din Creta.
4: Britanicii au alungat guvernul pro-german din Irak.
8: Siria și Libanul,  aflate sub controlul regimului de la Vichy, au fost invadate de forțele australiene, britanice, franceze libere și indiene.
9: Finlanda a declanșat mobilizarea generală și a pus unele unități militare sub control german.
14: Toate bunurile germane și italiene din SUA au fost înghețate.
15: A fost declanșată Operațiunea Battleaxe – încercarea eșuată de eliberare a asediaților de la Tobruk.
16: Toate consulatele germane și italiene din Statele Unite au primit ordin de evacuare, iar personalul diplomatic a trebuit să părăsească țara până pe 10 iulie.
22: Germania Nazistă a invadat  Uniunea Sovietică în timpul Operațiunii Barbarossa. România intră în război.
23: Ungaria și Slovacia au declarat război Uniunii Sovietice.
26: Finlanda a declarat război  Uniunii Sovietice.
28: Albania a declarat război  Uniunii Sovietice.

### Iulie
4: Oamenii de știință și scriitorii polonezi din orașul polonez Lwów au fost masacrați de soldații trupelor germane de ocupație.
5: Guvernul britanic a decretat că orice încercare de negociere a păcii cu naziștii este ilegală. Trupele germane au ajuns pe râul Nipru în Uniunea Sovietică.
7: Islanda a fost ocupată de Statele Unite.
8: Iugoslavia a fost dezmembrată de puterile ocupante.
12: Regatul Unit și Uniunea Sovietică au semnat un acord mutual de apărare, angajându-se să nu semneze nicio formă de pace separată cu Germania.
13: În Muntenegru a izbucnit prima revoltă populară din Europa  împotriva forțelor Axei.
25: Iranul neutru a fost ocupat de forțele britanice și sovietice.
26: Ca urmare a ocupării Indochinei Franceze de către japonezi, președintele SUA Franklin D. Roosevelt a ordonat înghețarea tuturor bunurilor nipone din Statele Unite.
28: Trupele japoneze au ocupat Việt Namul. Guvernul colonial francez a primit permisiunea să continue să administreze colonia.
31: După ce a primit ordinele lui Adolf Hitler, Hermann Göring a ordonat generalului SS Reinhard Heydrich să "supună examinării mele de cât mai curând posibil un plan general al materialului administrativ și al măsurilor financiare necesare pentru ducerea la îndeplinire a doritei soluții finale a problemei evreiești."

### August
6: Guvernele american și britanic au avertizat Japonia să nu atace Tailanda.
9: Franklin D. Roosevelt și Winston Churchill s-au întâlnit la  Argentia, Newfoundland. Cu această ocazie este concepută Carta Atlanticului.
18: Adolf Hitler a ordonat oprirea temporară a programului de eutanasiere a persoanelor cu handicap mintal sau locomotor. Programul de eutanasiere T-4 a fost transferat mai târziu în lagărele de concentrare.
25: Trupele sovietice și britanice au invadat Persia (Iranul) pentru securizarea câmpurilor petroliere de la Abadan și a importantei căi ferate care asigura aprovizionarea Uniunii Sovietice cu materiale de război.

### Septembrie
1: În  Serbia s-a format un Guvern de salvare națională sub peședinția lui Milan Nedić.  (Vezi și: Serbia lui Nedić).
4: Vasul american USS Greer an devenit prima navă americană atacată de un submarin german, în condițiile în care, cel puțin din punct de vedere oficial, SUA erau încă neutre.
5: Germania a ocupat Estonia.
6: În toate zonele ocupate de germani a fost extinsă obligația purtării Stelei lui David cu inscripția "Juden" de către toți evreii cu vârstă de peste 6 ani.
8: A început Asediul Leningradului. Stalin a ordonat deportarea germanilor din regiunea Volgăi în Siberia.
11: Franklin D. Roosevelt a ordonat marinei Statelor Unite să deschidă focul imediat în cazul în care orice vas sau convoi era amenințat.
15: Administrația militară germană l-a numit pe Hjalmar Mäe în fruntea autoadministrației Estoniei.
16: Șahul Iranului, Reza Pahlavi a fost forțat de englezi și sovietici să abdice în favoarea fiului său, Mohammad Reza Pahlavi.
19: Germanii au cucerit  Kievul.

### Octombrie
2: Operațiunea Taifun – Germania Nazistă a declanșat ofensiva generală împotriva Moscovei.
8: Germanii au cucerit portul Mariupol de la Marea Azov.
16: Guvernul sovietic a fost evacuat la Kuibîșev, dar  Stalin a rămas în Moscova.
18: Generalul Hideki Tojo a devenit al 40-lea prim ministru al Japoniei.
20: Comandantul german al orașului francez Nantes, Fritz Hotz, a fost ucis într-un atac al Rezistenței. Germanii au executat 50 de ostatici ca represalii.
30: Franklin Delano Roosevelt a aprobat un ajutor de 1 miliard de dolari în cadrul programului Lend-Lease pentru Uniunea Sovietică.

### Noiembrie
6: Iosif Vissarionovici Stalin s-a adresat la radio națiunii pentru a doua oară în timpul regimului său. (Prima dată fusese pe 2 iulie în același an).  El a declarat că, deși sovieticii au pierdut 350.000 de soldați, germanii au pierdut în atacurile lor peste 4,5 milioane de oameni (o exagerare grosolană), iar victoria sovietică este aproape.
12: În timpul luptelor de la Moscova, temperaturile au scăzut în regiunea capitalei până la −12 °C. Sovieticii au lansat pentru prima oară în război atacuri ale pușcașilor pe schiuri împotriva germanilor înghețați în tranșee.
17: Joseph Grew, ambasadorul american în Japonia, a trimis un raport cifrat în care avertiza Departamentul de Stat al Statelor Unite cu privire la planurile nipone de atacare a bazei navale de la Pearl Harbor, Hawaii. Raportul lui a fost ignorat.
18: A fost declanșată Operațiunea Crusader – ofensiva britanică în Libia, ultima încercare de despresurare a Tobrukului.
19: Crucișătorul ușor australian HMAS Sydney și crucișătorul auxiliar german Kormoran s-au scufundat unul pe celălalt în largul coastelor Australiei.
22: Anglia a dat un ultimatum Finlandei pentru încetarea războiului împotriva URSS, și a amenințat țara scandinavă cu un război cu Aliații.
24: Statele Unite a extins programul Lend-Lease și pentru Franța Liberă.
26: Flota de atac japoneză formată din 33 de vase de luptă și auxiliare, inclusiv șase portavioane, a plecat din nordul Japoniei spre insulele Hawai. SUA a prezentat un ultimatum Japoniei (Nota Hull).
27: Bătălia de la Moscova – germanii au ajuns în suburbiile Moscovei. Nu vor mai înainta mai mult de atât.

### Decembrie
5: Regatul Unit a declarat războiul Finlandei, României și Ungariei.
7: Japonezii au lansat un atac aerian împotriva bazei navale de la Pearl Harbor și a declarat război SUA și Angliei. Japonezii au atacat de asemenea și Hong Kongul, Singaporele, Malaezia, Tailanda, Filipinele și  Shanghaiul. Canada a declarat război Japoniei. Biroul de Servicii Strategice (OSS, predecesorul CIA) a început colaborarea cu Hồ Chí Minh și cu gherilele Việt Minh, sprijinindu-i pe vietnamezi în lupta cu  japonezii, primind în schimb ajutor în salvarea piloților doborâți în regiune. Hồ Chí Minh a devenit "Agentul 19" în evidențele americane.
8: Japonezii au invadat Malaezia. Statele Unite și Regatul Unit au declarat război Japoniei. Olanda a declarat război Japoniei.
9: China a declarat în mod oficial război Japoniei.
11: Germania și Italia au declarat război SUA, iar acestea au declarat la rândul lor război Germaniei și Italiei. Forțele americane au respins o tentativă de debarcare japoneză pe Insula Wake.
12: SUA au  declarat război României și Bulgariei după ce aceste declaraseră război la rândul lor SUA și Angliei. India a declarat război Japoniei. Statele Unite au confiscat nava franceză Normandie.
13: Ungaria a declarat război SUA și Angliei, iar acestea au declarat prin reciprocitate război Ungariei.
16: Japonia a invadat Borneo
17: A început Bătălia de la Sevastopol.
18: Trupele japoneze au debarcat pe Insula Hong Kong.
19: Hitler a devenit comandantul suprem al Armatei Germane.
23: A doua încercare de debarcare a japonezilor pe insula Wake a fost dusă la bun sfârșit, iar garnizoana americană a capitulat după mai multe ore de luptă.
25: Hong Kongul a capitulat. Forțele britanice au recucerit Benghazi.
27: Comandourile britanice au efectuat un raid în portul norvegian  Vaagso. Hitler a întărit garnizoana din port pentru a putea face față atacurilor viitoare.
28: A fost declanșată Operațiunea Anthropoid (asasinarea lui Reinhard Heydrich).

## 1942

### Ianuarie
1: Termenul "Națiunile Unite" a folosit pentru prima dată pentru a descrie Pactul Aliaților.
2: Manila a fost cucerită de japonezi.
7: A început asediul Bataanului.
11: Trupele japoneze au cucerit Kuala Lumpur, Malaezia. Japonia a declarat război Olandei și a invadat Indiile Răsăritene Olandeze.
19: Japonia a invadat Burma.
20: Consfătuirea nazistă de la Wannsee din suburbia Berlinului a decis că "soluția finală a  problemei evreiești" este strămutarea și exterminarea ulterioară.
23: A început Bătălia de la Rabaul.
25: Tailanda a declarat război Statelor Unite și Regatului Unit. Trupele japoneze au invadat Insulele Solomon.
26: În Europa au sosit primele trupe americane și au debarcat în Irlanda de Nord.
31: Ultimele forțe Aliate au fost evacuate din Malaezia după 54 de zile de luptă.

### Februarie
9: Liderii militari americani s-au întrunit pentru prima oară pentru  a stabili strategia SUA în război.
11: Operațiunea Cerberus – o flotă a Kriegsmarine a navigat prin Canalul Mânecii din Brest spre porturile din Scandinavia. Flota britanică nu reușește să intercepteze niciun vas german.
15: Singapore a capitulat în fața japonezilor.
19: Avioanele militare japoneze au atacat localitatea Darwin, Australia. Președintele american Franklin D. Roosevelt a semnat ordinul executiv nr. 9066, care permitea Armatei Statelor Unite să proclame anumite regiuni ca zone de exclusivitate militară. În astfel de zone aveau să fie internați cetățenii americani de origine japoneză pe coasta de vest și pe cei de origine germană sau italiană pe coasta de est.
22: Franklin Delano Roosevelt a ordonat generalului Douglas MacArthur să părăsească Filipinele.
23: Submarinul japonez I-17 a lansat 16 proiectile asupra unei rafinării de petrol de lângă Santa Barbara, California, cauzând daune minore.
25: Prințesa Elizabeth s-a înrolat în serviciul militar.
28: Japonezii au debarcat pe insula Java.

### Martie
9: Armata americană a fost reorganizată în trei ramuri importante: Armata terestră, Armata aerului și Serviciile de aprovizionare.
10: Rangoonul a fost cucerit de japonezi.
17: Douglas MacArthur a ajuns în Australia, după ce a fost evacuat cu armata sa din Filipine.
28: Un comando britanic a atacat portul francez St. Nazaire. Comandoul a folosit un vechi distrugător încărcat cu explozibil cu ajutorul căruia a distrus în întregime portul. (Portul va fi repus în funcțiune doar în 1947). Trei sferturi dintre soldații comandoului au căzut la datorie.

### Aprilie
3: Forțele japoneze au început un atac pe scară largă împotriva trupelor americane și filipineze din Peninsula Bataan. Bataan a fost cucerit de japonezi pe 9 aprilie. A început marșul morții din Bataan.
5: Marina Imperială Japoneză a atacat Colombo din Ceylon (Sri Lanka).
9: Marina japoneză a lansat atacuri aeriene împotriva Trincomalee în Ceylon (Sri Lanka).
15: Malta a fost decorată cu Crucea George de regele George al VI-lea pentru "eroism și devotament".
18: A avut loc raidul Doolittle asupra orașelor japoneze Nagoya, Tokyo și Yokohama.
23: A început raidurile germane de represalii împotriva orașelor provinciale engleze, așa numitul Baedeker Blitz. Atacurile au durat cu intermitență până pe 6 iunie.
27: În Canada a fost convocat un referendum național pe tema recrutărilor în serviciul activ al armatei.

### Mai
4: A început Bătălia din Marea Coralilor.
5: Britanicii au declanșat "Operațiunea Ironclad" – ocuparea Madagascarului pentru a împiedica cedarea de către Regimul de la Vichy a coloniei către Japonia.
6: Ultimele forțe americane din Filipine au capitulat la Corregidor în fața japonezilor.
8: A luat sfârșit Bătălia din Marea Coralilor. A fost prima bătălie din istorie dintre două flote în care marinarii nu și-au văzut inamicii, bătălia fiind purtată exclusiv de aviația îmbarcată.
9: În noaptea de 8/9 mai 1942, tunarii Garnizoanei de artilerie din Ceylon de pe Insula Horsburgh s-au răsculat. Răzvrătirea a fost înăbușită și trei dintre răsculați au fost executați, (unicul caz al unor soldați ai Commonwealthului executați pentru nesupunere în al Doilea Război Mondial).
12: A doua bătălie de la Harkov – în răsăritul Ucrainei. forțele sovietice au lansat o ofensivă în timpul căreia au recucerit orașul Harkov, dar au fost încercuite și distruse până în cele din urmă.
15: În Statele Unite a fost creat prin lege Women's Auxiliary Army Corps (WAAC).
27: A avut loc Operațiunea Anthropoid – asasinarea lui Reinhard Heydrich în  Praga.

### Iunie
1: Mexicul a declarat război Germaniei, Japoniei și Italiei.
4: A început Bătălia de la Midway. Reinhard Heydrich a murit în urma rănilor pricinuite de atacul parașutiștilor cehoslovaci. (Operațiunea Anthropoid)
5: Statele Unite au declarat război României, Ungariei și Bulgariei.
7: Japonezii au invadat Insulele Aleutine, prima invazie pe pământ american din ultimii 128 de ani.
9: Naziștii au  incendiat satul ceh Lidice ca represalii pentru uciderea lui  Reinhard Heydrich.
13: Statele Unite au deschis Office of War Information, un centru de producții de propagandă.
18: A început Proiectul Manhattan.
21: Afrika Korps au recucerit Tobrukul.
28: A fost declanșată Operațiunea Albastru – ofensiva pentru cucerirea Stalingradului și câmpurilor petroliere din Caucaz.

### Iulie
1: A început Prima bătălie de la El Alamein.
3: Guadalcanalul a fost cucerit de japonezi.
9: Familia lui Anne Frank s-a refugiat într-un pod al unui depozit din Amsterdam.
16: Guvernul de la Vichy și premierul Pierre Laval au dat un ordin poliției franceze pentru internarea a 13.000 – 20.000 de evrei în clădirea  Velodromului de iarnă. (Vedeți și: Rafle du Vel'd'Hiv.)
18: A fost testat avionul Messerschmitt Me-262, primul avion cu reacție.
19: Bătălia Atlanticului – marele amiral german Karl Dönitz a ordonat ultimelor submarine germane, care mai acționau în dreptul coastelor americane să se retragă datorită eficienței crescânde a sistemului de transport în convoaie.
21: Japonezii au stabilit capete de pod pe coasta nordică a Noii Gunei. Unități mici australiene au început acțiunile de ariergardă în Campania potecii Kokoda.
22: A început deportarea sistematică a evreilor din Ghetoul Varșoviei.
27: S-a încheiat prima bătălie de la El Alamein.

### August
7: Operațiunea Watchtower a deschis seria luptelor din  Guadalcanal. Americanii au atacat Gavutu, Guadalcanal, Tulagi și Tanambogo din Insulele Solomon.
8: În Washington, DC, șase așa-ziși sabotori germani au fost executați. Alți doi, mai cooperanți, au primit închisoare pe viață.
13: Generalul Bernard Montgomery a fost numit comandantul Armatei a 8-a britanică din Africa de nord.
15: Operațiunea Pedestal  a adus provizii pe insula-fortăreață Malta.
19: Operațiunea Jubilee, un raid al forțelor britanico-canadiene pe plajele de la Dieppe, Franța, s-a dovedit a fi un dezastru.
22: Brazilia a declarat război Axei.
26: A început Bătălia din Golful Milne – japonezii au dat un atac pe scară largă împotriva bazei australiene din Noua Guinee.
30: Luxemburgul a fost anexat în mod oficial de Germania.

### Septembrie
Manhattan Engineering District a fost înfiintat în mod oficial – au început cercetările pentru producerea bombei atomice.
1: Stalingradul a fost încercuit complet de forțele Axei.
3: Forțele australiene și americane le-au înfrânte pe cele japoneze în Golful Milne, prima înfrângere categorică a forțelor terestre japoneze din timpul războiului din Pacific. Încercarea germanilor de lichidare a ghetoului din Lakhva a dus la o răscoală.
12: Vasul RMS Laconia, care transporta civili, soldați aliați și prizonieri italieni de război a fost torpilat și scufundat în largul coastelor vest-africane.

### Octombrie
3: A fost lansată cu succes prima rachetă V-2 de la standul de probă VII de la Peenemünde, Germania. Racheta a zburat 147 kilometri și a atins o înălțime de 84,5 kilometri, devenind astfel primul obiect fabricat de om care a ajuns în spațiul cosmic.
11: Bătălia de la Capul Esperance – o flotă americană a interceptat și învins o flotă japoneză care încerca să aducă întăriri pe Guadalcanal.
18: Hitler a dat un ordin secret cu privire la executarea imediată a tuturor soldaților de comando capturați (Ordinul comandourilor).
22: Vârsta de înrolare în armata britanică a scăzut la 18 ani.
23: A început a doua bătălie de la El Alamein printr-un bombardament masiv al Aliaților asupra pozițiilor germane.
29: În Regatul Unit, clerici și oameni politici de frunte au convocat o adunare publică în care au condamnat persecutarea evreilor în Germania Nazistă.

### Noiembrie
1: A început Operațiunea Supercharge – străpungerea liniilor germane de El Alamein.
3: S-a încheiat a doua bătălie de la El Alamein – forțele germane conduse de Erwin Rommel au fost forțate să se retragă în timpul nopții.
8: A început Operațiunea Torța – invazia Aliată din Marocul și Algeria controlate de Regimul de la Vichy. Operația avea să ducă la ocuparea tuturor coloniilor franceze din Africa Franceză de Nord.
10: În ciuda prevederilor armistițiului din 1940, Germania a invadat regiunile controlate de Regimul de la Vichy, după ce amiralul François Darlan a semnat un armistițiu cu Aliații în Africa de nord.
12: A început Bătălia de la Guadalcanal – o luptă navală lânga insula Guadalcanal între forțele SUA și ale Japoniei.
13: Britanicii au recucerit Tobrukul. Bătălia de la Guadalcanal – avioanele americane decolate de pe portavionul USS Enterprise au scufundat cuirasatul Hiei.
15: S-a încheiat bătălia de la Guadalcanal – deși marina americană a suferit pierderi grele, a reușit totuși să-și mențină controlul asupra insulei Guadalcanal.
19: Bătălia de la Stalingrad – forțele comandate de Gheorghi Jukov au lansat Operațiunea Uranus, contraatacând la Stalingrad și schimbând soarta bătăliei în favoarea sovieticilor.
22: Bătălia de la Stalingrad – Armata a 6-a germană a fost încercuită.
27: La Toulon, marina franceză și-a sabordat navele de luptă de suprafață și submarinele pentru a nu permite să cadă în mâinile germanilor.
28: A început "pacificarea" regiunii Zamość – alungarea a 116.000 de polonezi și colonizarea cu germani și germanizarea a 30.000 de copii polonezi.

### Decembrie
2: O echipă internațională condusă de Enrico Fermi a inițiat prima reacție nucleară în lanț într-un laborator de sub tribunele stadionului Universității din Chicago. Președintele american Roosevelt a primit mesajul codificat care anunța reușita experimentului: "Navigatorul italian a debarcat în Lumea Nouă."
4: În Varșovia, două femei creștine, Zofia Kossak și Wanda Filipowicz au pus bazele unei organizații ilegale – Consiliul pentru ajutorarea evreilor – riscându-și libertatea și chiar viața.
7: Comandourile britanice au efectuat un atac asupta portului Bordeaux - Operațiunea Frankton.
24:  Amiralul Darlan, fost lider al regimului de la Vichy, care trecuse de partea Aliaților, a fost asasinat în Aleger.

## 1943

### Ianuarie
10: Trupele sovietice au lansat o ofensivă generală la Stalingrad.
14: A început Conferința de la Casablanca a liderilor Aliați.
15: Japonezii au fost alungați din Guadalcanal.
18: Oficialii sovietici au anunțat că Armata Roșie a reușit să spargă asediul Leningradului. Evreii din Ghetoul din Varșovia s-au răsculat. (Vezi și: Răscoala din ghetoul din Varșovia).
23: Aliații au cucerit orașul Tripoli, Libia.
27: 50 de bombardiere americane au lansat primul lor raid împotriva Germaniei. Ținata a fost orașul Wilhelmshaven.
31: Feldmareșalul Friedrich Paulus și subordonații săi din Armata a 6-a germană s-au predat.

### Februarie
1: Vidkun Quisling a fost numit de ocupanții naziști prim ministru al Norvegiei.
7: În Statele Unite a fost anunțată raționalizarea încălțămintei, care urma să intre în vigoare în două zile.
8: Bătălia de la Guadalcanal – forțele americane au înfrânt ultimele subunități japoneze.
11: Generalul Dwight Eisenhower a fost ales să comande armatele Aliaților occidentali din Europa.
14: Rostov-pe-Don a fost elibereat de Armata Roșie.  Bătălia de la Pasul Kasserine - Erwin Rommel și Afrika Korps au lansat o ofensivă împotriva Tunisiei sub control Aliat.
16: Sovieticii au recucerit Harkovul dar orașul a devenit teatrul de luptă al celei de-a treia bătălii pentru controlul orașlui.
18: În discursul de la Palatul Sporturilor din Berlin, ministrul propagandei Joseph Goebbels a proclamat declanșarea "războiului total" împotriva Aliaților. Naziștii au arestat membrii organizației Trandafirul Alb.
28: Operațiunea Gunnerside – un comando format din 6 norvegieni a atacat cu succes uzina de apă grea de la Vemork.

### Martie
1: Heinz Guderian a fost numit Inspector general al Trupelor de blindate din Armata Germană.
2: Bătălia din Marea Bismarck.
8: Forțele americane au fost atacate de cele japoneze la Cota 700 la Bougainville într-o bătălie de cinci zile.
13: Pe Insula Bougainville, trupele japoneze au încheiat asaltul asupra Cotei 700 apărate de americani. Germanii au lichidat ghetoul evreiesc din Cracovia.
22: Întreaga populație din Hatîn (Belarus) este exterminată de forțele de ocupație germane.
26: Bătălia de la Inslulele Komandorski – marina americană a interceptat un convoi care încerca să aducă întăriri garnizonaei nopone din Kiska.

### Aprilie
7: Bolivia a declarat război Germaniei, Japoniei și Italiei.
13: Radio Berlin a anunțat descoperirea de cărtre Wehrmacht a gopilor comune în care fuseseră depuse trupurile ofițerilor polonezi uciși de NKVD în pădurea Katyn.

### Mai
7: Tunisul a fost capturat de armata britanică.
9: Forțele germane și italiene din Tunisia au capitulat în fața britanicilor.
11: Trupele americane au invadat Insula Attu din Insulele Aleutine într-o încercare de alungare a japonezilor din arhipelag.
12: Conferința Trident a început la Washington, D.C..
13: Afrika Korps și aliații lor italieni din Africa de Nord au capitulat în fața forțelor Aliate.
16: Bombardierele RAF au efectuat un raid asupra barajelor germane. Răscoala din ghetoul din Varșovia a fost înfrântă.
17: Avioanele britanice participante la Operațiunea Dam Busters, care nu au fost doborâte, s-au reîntors în Anglia.
19: Winston Churchill s-a adresat Congresului SUA.
24: Admiralul Karl Dönitz a ordonat ca majoritatea submarinelor să se retragă din Oceanul Atlantic. Josef Mengele a devenit medic-șef al lagărului de exterminare din Auschwitz.

### Iunie
22: Divizia a 45-a de infanterie americană a debarcat în Africa de Nord.

### Iulie
4: Generalul Władysław Sikorski și alți câțiva membri ai guvernului polonez în exil au murit în Gibraltar în ceea ce a fost considerat în mod oficial un accident aviatic.
5: A început Bătălia de la Kursk. O flotă Aliată de invazie a început deplasarea spre Sicilia.
10: A început Invazia aliată din Sicilia.
12: A început Bătălia de la Prohorovka.
19: Roma a fost bombardată de Aliați pentru prima oară în timpul războiului.
22: A început deportarea evreilor din ghetoul din Varșovia. A început să funcționeze lagărul de exterminare de Treblinka.
24: A fost declanșată Operațiunea Gomorrah: bombardierele britanice și canadiene au atacat Hamburgul noaptea, iar cele americane ziua. La încheierea operațiunii în noiembrie, asupra orașului fuseseră lansate 9.000 de tone de bombe, fuseseră ucise 30.000 de persoane și fuseseră distruse 280.000 de clădiri.
25: În Italia,  Gran Consiglio del Fascismo și-a retrage sprijinul pentru Mussolini. Mussolini a fost arestat iar puterea a fost preluată de  Maresciallo d'Italia Pietro Badoglio.

### August
6: Bătălia din Golful Vella dintre americani și japonezi.
14: A avut loc Conferința Quadrant în Quebec City.  Au participat MacKenzie King (Canada), Winston Churchill (Regatul Unit) și Franklin D. Roosevelt (SUA).
17: Armata a 7-a americană comandată de generalul George S. Patton a ajuns la  Messina, Italia, urmată după câteva ore de Armata a 8-a britanică comandată de feldmareșalul  Bernard L. Montgomery, încheind cucerirea de către Aliați a Siciliei.
19: Roosevelt și Churchill au semnat Acordul de la Quebec cu privire la coordonarea cercetărilor în domeniul armei nucleare.
23: Bătălia de la Kursk s-a încheiat cu înfrâmgerea germanilor.
29: Germanii au dizolvat guvernul danez. (Vedeți și: Ocupația Danemarcei)

### Septembrie
3: Au început luptele Aliaților conduși de Bernard L. Montgomery în Italia continentală.
5: Regimentul de parașutiști americani al 503-lea comandat de Douglas MacArthur au ocupat Nadzabul, la este de orașul port Lae, în nord-estul Papua Noua Guineea.
8: Dwight D. Eisenhower a anunțat public capitularea Italiei în fața Aliaților. Aviația americană a bombardat Cartierul General german pentru Mediterana din Frascati. Julius Fučík (jurnalist) a fost executat de  naziști.
9: Iranul a declarat război Germaniei după ce guvernul a fost supus la mari presiuni de către forțele Aliate care ocupau țara. A avut loc debarcarea de la Salerno în Italia.
23: Germanii înființează Republica Socială Italiană în Italia de nord ocupată de Wehrmacht.

### Octombrie
6: Are loc Bătalia navală de la Vella Lavella dintre americani și japonezi.
7: Explozia de la oficiul poștal din Neapole.
13: Noul guvern italian a declarat război Germaniei. .
18: Chiang Kai-shek a depus jurământul ca președinte al Chinei.
21: Lucie Aubrac și celula sa din Rezistența Franceză l-au eliberat pe  Raymond Aubrac din închisoarea Gestapoului.
22: RAF a executat un bombardament distrugător asupra orașului industrial Kassel

### Noiembrie
1: În timpul operațiunii Goodtime, forțele americane au debarcat pe Insula Bougainville.
2: Forțele britanice au juns la râul Garigliano.
6: Kievul a fost eliberat de Armata Roșie.
15: A fost înființată în mod oficial Forța expediționară Aliată pentru invazia din Europa. Heinrich Himmler a dat ordin ca țiganii și "parțial- țiganii" să fie considerați "la fel ca evreii și plasați în lagărele de concentrare."
16: Bombardierele americane decolate din Anglia au atacat hidrocentrala și fabrica de apă grea din Vemork, Norvegia.
18: 440 de bombardiere britanice au atacat Berlinul cauzând doar puține distrugeri și ucigând 161 de persoane. RAF a pierdut 9 avioane și 53 de aviatori.
20: A început Bătălia de la Tarawa – americanii au debarcat pe atolurile Tarawa și Makin din Insulele Gilbert.
22: Președintele american Franklin D. Roosevelt, premierul britanic Winston Churchill și președintele chinez Chiang Kai-Shek s-au întâlnit în Cairo, Egipt, pentru a discuta problemele războiului cu Japonia.
23: Deutsche Opernhaus de pe Bismarckstraße din Berlin a fost distrusă de bombardamentele Aliate. Opera a fost reconstruită în 1961 și a fost redenumită Deutsche Oper Berlin.
25: A avut loc bătălia navală de la Capul St. George.
27: Declarația de la Cairo.
28: Conferința de la Teheran - Franklin D. Roosevelt, Winston Churchill și Iosif Vissarionovici Stalin s-au întâlnit la  Teheran ca să discute strategia războiului în Europa. Pe 30 noiembrie s-a hotărât ca debarcarea din Europa să fie declanșată în iunie 1944.
29: A avut loc la Jajce (Bosnia și Herțegovina) a doua sesiune a AVNOJ, (Consiliul Antifascist de Eliberare Populară a Iugoslaviei). Aici au fost stabilite politicile postbelice.

### Decembrie
4: Bolivia a declarat război puterilor Axei. În Iugoslavia, liderul rezitenței, Mareșalul Tito, a proclamat înființarea unui guvern provizoriu democrat.
24: Generalul american Dwight D. Eisenhower a fost numit Comandat Suprem Aliat în Europa.

## 1944

### Ianuarie
4: A început Bătălia de la Monte Cassino.
5: Dramaturgul danez Kaj Munk a fost asasinat.
14: Sovieticii au început ofensivele de la Leningrad și Novgorod.
15: Operațiunea Tempest a fost declanșată de nou creată Armată a 27-a teritorială de infanterie poloneză din cadrul Armatei Teritoriale Poloneze.
17: În Italia, forțele britanice au forțat cursul râului  Garigliano. Raționalizarea cărnii a încetat în Australia.
18: Armata Roșie a străpuns liniile asdiatorilor Leningradului.
20: Royal Air Force a lansat 2.300 de tone de bombe asupra orașului Berlin. În Italia, Armata a 36-a americană face o tentativă de forțare a cursului râului Rapido.
22: Aliații au declanșat Operațiunea Shingle, asaltul asupra orașului Anzio din Italia.
27: Cei doi ani de blocadă a Leningradului se încheie cu victoria sovietică.
29: A avut loc Bătălia de la Cisterna.
30: Americanii au debarcat pe insula Majuro.
31: Americanii au debarcat pe Atolul Kwajalein și pe alte câteva insule ocupate de japonezi în Arhipelagul Marshall.

### Februarie
3: Americanii au cucerit Insulele Marshall.
7: La Anzio, forțele italiene au lansat o contraofensivă.
8: Planul pentru debarcarea în Normandia, Franța, Operațiunea Overlord a fost aprobat oficial.
14: Cartierul General SHAEF a fost stabilit în Anglia. În Insula Java a avut loc o răscoală antijaponeză.
15: Bătălia de la Monte Cassino – mânăstirea de la Monte Cassino a fost distrusă de bombardamentele Aliaților.
17: A început Bătălia de la Atolul Eniwetok. Bătălia s-a încheiat pe 22 februarie cu victoria americanilor.
20: A fost declanșată "Marea Săptămână", o campanie americană de bombardamente aeriene asupra centrelor industriale. Americanii au cucerit Insula Eniwetok.
28-29: Americanii au cucerit Insulele Amiralității în timpul bătăliei de la Los Negros a Operațiunii Brewer.

### Martie
1: În Italia de nord au izbucnit greve antifasciste.
12: În Grecia a fost creat Comitetul Politic al Eliberării Naționale.
15: Consiliul național al Rezistenței Franceze a aprobat programul de luptă al organizatiei.
17: Forțele germane din Rîbnița au executat aproximativ 400 de prizonieri, (cetățeni sovietici și antifasciști români).
18: Armata germană a ocupat Ungaria.
23: Membri ai Rezistenței Italiene au atacat o coloană de germani pe via Rasella și au ucis pe 33 dintre ei.
24: La Fosse Ardeatine germanii au masacrat 335 de italieni, dintre care 75 de evrei și peste 200 de membri ai rezistenței.
30:  Sovieticii au ocupat Danzigul

### Aprilie
14: Sovieticii au eliberat Odessa.
24: Britanicii au deschis prin luptă drumul de la Imphal spre Kohima.

### Mai
8: Ziua-Z pentru Operațiunea Overlord a fost hotărâtă pentru data de 5 iunie.
9: Armata germană a evacuat Sevastopolul.
12: Trupele sovietice au eliberat întreaga Crimee.
18: Bătălia de la Monte Cassino s-a încheiat cu victoria Aliată. Trupele poloneze au înălțat steagul național roșu-alb pe ruinele de la Monte Cassino. Tătarii din Crimeea u fost deportați de autoritățile sovietice.

### Iunie
2: A fost înființat Guvernul provizoriu francez.
4: Operațiunea Overload a fost amânată 24 de ore datorită mării agitate. Trupele americane, engleze și franceze au intrat în Roma.
5: Roma a fost cucerită de Aliați, prima capitală a unei țări a Axei care era cucerită. Peste 1.000 de bombardiere britanice au lansat 5.000 de tone de bombe asupra bateriilor de coastă din Normandia în pregătirea debărcării aliate.
6: A fost declanșată Bătălia din Normandia și a început cu debarcarea a 155.000 de soldați aliați pe plajele Normandiei. Soldații debarcați au străpuns rapid Zidul Atlanticului și s-au îndreptat spre interiorul continentului, după cea mai mare operațiune amfibie din istorie de până atunci.
7: Britanicii au eliberat orașul Bayeux.
9: Stalin a ordonat ofensiva împotriva Finlandei, țară pe care o dorea scoasă din luptă mai inainte de atacarea Berlinului.
10: Masacrul de la Oradour-sur-Glane – 642 de francezi (bărbați, femei și copii) au fost uciși o companie Waffen-SS.
13: Germania a lansat un atac împotriva Angliei cu bombe zburătoare V-1.
15: Bătălia de la Saipan.
17: Trupele Franței Libere au debarcat pe Insula Elba. Islanda a fost proclamată republică.
18: Elba a fost eliberată.
20: Asediul de la Imphal a fost ridicat.
21: Aliații au declanșat ofensiva din Burma.
22: Operațiunea Bagration – forțele sovietice au început curățarea teritoriului Belarusului de germani. Grupul de Armate Centru a fost distrus. Campania din Burma – Bătălia de la Kohima s-a încheiat cu victoria britanicilor.
25: A început Bătălia de la Tali-Ihantala dintre finlandezi și sovietici.
26: Americanii au eliberat orașul Cherbourg.

### Iulie
3: Minskul a fost eliberat de Armata Roșie.
9: Caenul a fost eliberat de trupele Aliate.
19: Guvernul Japoniei și-a prezentat demisia în bloc. Împăratul Hirohito i-a cerut generalului Kuniaka Koiso să formeze un nou guvern.
24: Lagărul de concentrare de la Majdanek a fost eliberat de trupele sovietice.

### August
1: Insurecția din Varșovia a fost declanșată de  Armata Teritorială Poloneză.
4: Florența a fost eliberată de forțele Aliaților.
10: Guamul a fost eliberat de trupele americane.
15: A fost declanșată o debarcare în sudul Franței – Operațiunea Dragoon.
19: Rezistența Franceză a declanșat insurecția în Paris.
20: A început "Operațiunea Iași-Chișinău".
23: În  România a avut loc o lovitură de stat în timpul căruia a fost înlăturat de la putere Conducătorul statului, mareșalul Ion Antonescu.
25: Parisul a fost eliberat. De Gaulle și forțele Franței Libere au mărșaluit triumfători pe Champs-Élysées.
29: A izbucnit Insurecția națională Slovacă.

### Septembrie
2: Aliații au intrat în Belgia.
3: Aliații au eliberat Bruxelles și Lyonul.
4: Antwerpul a fost eliberat de britanici.
6: Gentul și Liège au fost eliberate de britanici.
8: Ostend a fost eliberat de canadieni. Armata Roșie a intrat în Bulgaria.
9: De Gaulle a format un nou guvern provizoriu în Franța. Bulgaria a încetat războiul antisovietic, după care a declarat război Germaniei.
10: Luxemburg a fost eliberat de americani.
11: Primele trupe Aliate au intrat în Germania.
17: A fost declanșată Operațiunea Market Garden – încercarea de cucerirea a podului de la Arnhem a fost un eșec.
19: Nancy a fost eliberat de armata americană. Finlanda a semnat un armistițiu cu URSS.
25: Aliații s-au retras din Arnhem după eșecul Operațiunii Market Garden. Peste 6.000 de parașutiști au fost luați prizonieri.
30: Garnizoana germană din Calais s-a predat canadienilor.

### Octombrie
1: Armata Roșie a intrat în Iugoslavia.
2: Germanii au reușit într-un târziu să înfrângă Insurecția din Varșovia.
4: Germanii au fost obligați să se retragă din Grecia, iar Aliații au intrat în Grecia.
5: Trupele canadiene au intrat în Olanda.
6: Trupele sovietice și cehoslovace au intrat în Slovacia de nord-est.
6: A început Bătălia de la Debrețin.
14: Aliații au eliberat Atena.
20: Aliații au debarcat în Filipine. Partizanii iugoslavi sub conducerea lui Josip Broz Tito și Armata Roșie au eliberat Belgradul.
21: Orașul german Aachen a fost ocupat de americani.
23: A început Bătălia din Golful Leyte – cea mai mare bătălie navală din istorie.
25: Armata Roșie a intrat în Norvegia. Armata română în cooperare cu cea sovietică au eliberat Careiul și Satu Mare, ultimele teritorii românești ocupate de maghiari după Dictatul de la Viena.
29: Bătălia de la Debrețin s-a încheiat – germanii și ungurii au încercuit forțele sovietice.

### Noiembrie
2: Canadienii au eliberat Belgia, orașul Zeebrugge fiind ultima localitate curățată de ocupanți.
4: Restul trupelor germane din Grecia s-a predat.
24: Strasbourgul a fost eliberat de trupele franceze.
29: Albania a fost eliberată de Aliați.

### Decembrie
15: A început Ofensiva din Ardeni – germanii au încercat să străpungă liniile Aliaților atacând prin Ardeni.
29: Trupele sovietice și române ae declanșat Bătălia de la Budapesta împotriva germanilor și a aliaților lor maghiari.

## 1945

### Ianuarie
14-27: Operațiunea Blackcock – britanicii au curățat așa-numitul Triunghi Roer de trupele germane. Sovieticii au cucerit Budapesta.
17: Armata Roșie eliberează Varșovia și instaurează un guvern favorabil comuniștilor.
25: Marina SUA au bombardat Iwo Jima, pregătind astfel invazia.
27: Bătălia de pe Bulge s-a încheiat cu înfrângerea germanilor. Lagărul de concentrare de la Auschwitz a fost eliberat de sovietici.
30: Nava de pasageri Wilhelm Gustloff a fost scufundă în apele Prusiei Răsăritene.
31: Armata Roșie a traversat râul Oder, apropiindu-se la mai puțin de 80 de km de Berlin.

### Februarie
2: Ecuadorul a declarat război Germaniei.
4: A început Conferința de la Ialta.
8: Paraguaiul a declarat război Germaniei.
12: Peru a declarat război Germaniei.
13: Bătălia de la Budapesta s-a încheiat cu victoria sovieticilor.
13/14: Dresda a fost distrusă de bombardamentul aerian Aliat.
14: Uruguaiul a declarat război Germaniei.
14: Bombardarea Pragăi – o greșeală în timpul atacului aerian împotriva Dresdei.
19: Infanteria marină americană a debarcat pe Iwo Jima
23: Forțele americane au înălțat steagul american pe Muntele Suribachi din Iwo Jima.
25: Turcia a declarat război Germaniei.
28: Americanii au cucerit capitala Filipinelor, Manila.

### Martie
6: Germanii au lansat Ofensiva de la Lacul Balaton.
9: Japonezii au răsturnat guvernul colonial francez al Regimului de la Vichy, care guverna Vietnamul și au proclamat Imperiul Việt Namului, stat marionetă avândul în frunte pe împăratul  Bảo Đại. Premierul Trần Trọng Kim a format primul guvern al Vietnamului „independent”.
16: Germanii au fost înfrânți de sovietici în Ofensiva de la Lacul Lake.
20: Generalul Gotthard Heinrici l-a înlocuit pe  Heinrich Himmler la comanda Grupului de Armate Vistula, aflat pe direcția de atac a Armatei Roșii spre Berlin.
20: Mandalay a fost eliberat de Divizia a 19-a de infanterie indiană.
22-23: Americanii au traversat râul Rin.
28: Argentina a declarat război Germaniei.
29: Armata Roșie a intrat in Austria.
30: Trupele sovietice au eliberat Danzigul.

### Aprilie
1: Americanii au invadat Okinawa.
2: Sovieticii au lansat Ofensiva Viena.
4: Lagăul de exterminare Ohrdruf a fost eliberat de Aliați.
4: A izbucnit răscoala georgiană de pe insula Texel.
9: Bătălia de la Königsberg s-a încheiat cu victoria sovietică.
10: Lagărul de concentrare de Buchenwald a fost eliberat de Aliați.
12: Președintele Franklin Delano Roosevelt a murit pe neașteptate. Harry Truman a devenit președintele Statelor Unite.
13: Ofensiva Vienna s-a încheiat cu victoria sovietică.
15: Lagărul de concentrare Bergen-Belsen a fost eliberat. Arnhem a fost eliberat de Aliați.
16: Au fost declanșate luptele de la Înălțimile Seelow și cea de pe  Oder-Neisse.
16: Vaporul Goya a fost scufundat în Golful Danzig.
19: Bătălia de la Înălțimile Seelow și Bătălia de pe Oder-Neisse s-au încheiat cu victoria sovieticilor.
21: Forțele sovietice au declanșat Bătălia Berlinului – Frontul I Bielorus (Gheorghi Jukov),  Frontul al II-lea Bielorus) (Constantin Constantinovici Rokossovski) și Frontul I Ucrainean (Ivan Konev) au pornit luptele pentru cucerirea capitalei germane.
21: Hitler a ordonat generalului SS Felix Steiner să atace Frontul I Bielorus și să-l distrugă. Unitățile germane de sub comanda generalului SS aveau efective mult prea mici pentru a duce la îndeplinire o sarcină atât de dificilă.
22: Steiner nu atacat în acea zi și, cu aprobarea lui Gotthard Heinrici, s-a retras.
22: Hitler a lansat o tiradă furioasă în fața lui Wilhelm Keitel, Hans Krebs, Alfred Jodl, Wilhelm Burgdorf și Martin Bormann. Hitler a încheiat jurând să rămână în Berlin, să ajute la apărarea capitalei și să se împuște la sfârșitul luptelor.
22: Hitler a ordonat generalului Walther Wenck să atace spre Berlin pentru a sparge încercuirea sovietică, să facă joncțiunea cu armata generalului Theodor Busse și să despresureze capitala. Atacul lui Wenck a fost un eșec total.
24: Fronturile I Bielorus și I Ucrainean au făcut joncțiunea închizând ultima portiță de scăpare din Berlin.
25: Ziua Elba: a avut loc primul contact dintre trupele sovietice și americane pe malurile râului Elba, lângă Torgau, în Germania.
26: Hitler l-a convocat la Berlin pe feldmareșalul Robert Ritter von Greim aflat în München, pentru a prelua comanda Luftwaffe de la Hermann Goering. În timp ce zbura spre capitală la bordul unui avion pilotat de Hanna Reitsch, von Greim a fost rănit grav de antiaeriana sovietică.
28: Benito Mussolini a fost capturat în nordul Italiei. Mussolini, amanta sa și unii dintre liderii fasciști care-l însoțeau au fost executați de partizanii italieni, după care corpurile au fost expuse public, spânzurate de picioare în fața unei benzinării din Milano.
29: Lagărul de concentrare Dachau a fost eliberat de americani. Ultimele forțe italiene care luptau împotriva Aliaților au capitulat și a fost proclamată încetarea focului.
29: Robert Ritter von Greim și Hanna Reitsch au fugit din Berlin la bordul unui avion de antrenament Arado Ar 96.
30: Adolf Hitler și-a dictat ultimele dorințe și testamentul, după care s-a sinucis împreună cu soția sa.
30: În conformitate cu ultimele dorințe ale lui Hitler, Joseph Goebbels a fost numit Cancelar al Reichului, iar amiralul Karl Dönitz a fost numit Președinte al Reichului.
30: Hồ Chí Minh  s-a întâlnit cu un ofițer al Biroului de Servicii Strategice (OSS), trimitând un mesaj pentru americani: ".. . vitnamezii îi iubesc pe americani; ... spune americanilor că vietnamezii nu vor lupta niciodată împotriva americanilor". Hồ și Giáp au primit un ajutor american sporit în arme și instructori militari.

### Mai
1: Joseph Goebbels l-a trimis pe generalul Hans Krebs să negocieze cu generalul sovietic Vasili Ciuikov predarea Berlinului. Ciuikov comanda Armata a 8-a de Gardă care acționa în centrul Berlinului. Krebs nu era autorizat să accepte capitularea necondiționată. Negocierile nu au dus la niciun rezultat.
1: Joseph Goebbels s-a sinucis împreună cu soția și copii. Mai târziu și generalul Hans Krebs s-a sinucis.
2: Bătălia de la Berlin s-a încheiat când generalul Helmuth Weidling, comandantul Zonei de apărare a Berlinului, a predat orașul generalului sovietic Vasili Ciuikov.
2: Trieste a fost cucerit de trupele neo-zeelandeze și partizanii iugoslavi.
3: Rangoon a fost eliberat de americani.
4: Bratislava, capitala Republicii Slovace, a fost ocolită deforțele sovietice aflate în înaintare. Membrii guvernului pronazist al lui Jozef Tiso au fugit în Austria.
5: Rezistența Cehă a declanșat Insurecția din Praga.
5: Sovieticii au declanșat Ofensiva Praga.
5: Lagărul de concentrare Mauthausen a fost eliberat.
5: Trupele germane din Olanda s-au predat în mod oficial Aliaților. Prințul Bernhard al Olandei a acceptat în mod simbolic capitularea germanilor.
5: Danemarca a fost eliberată de trupele Aliate.
6: Soldați germani au deschis focul împotriva mulțimilor de olandezi care sărbătoreau eliberarea țării în Amsterdam.
7: La Rheims, Franța, ca urmare a împuternicirii date de Președintele Reichului Karl Dönitz, generalul Alfred Jodl a semnat armistițiul cu Aliații în numele Germaniei.
8: Încetarea focului a intrat în vigoare la ora 0:09.
8: Miniștrii guvernului lui Jozef Tiso s-au predat generalului american Walton Walker, în Kremsmünster, Austria.
8: În conformitate cu împuternicirea dată de  Karl Dönitz,  Wilhelm Keitel a semnat la Berlin capitularea necondiționată în fată Aliaților.
8: În conformitate cu împuternicirea dată de  Karl Dönitz, generalul Carl Hilpert a semnat capitulare pentru trupele sale din Punga din Curlanda.
8: Insurecția din Praga a luat sfârșit – germanii au căpătat permisiunea să părăsească capitala Cehoslovaciei.
8: Pentru a asigura dezarmarea japonezilor din Vietnam, țara a fost împărțită în două: la nord de paralele 16o urmau să acționeze naționaliștii chinezi, iar la sud de aceasta armata britanică. Franța a cerut retrocedarea coloniilor ei din Indochina. Việt Nam a redevenit colonie franceză după îndepărtarea trupelor japoneze de ocupație.
9: Armata Roșie a intrat în Praga. Garnizoana germană din Insulele Canalului a capitulat necondiționat.
11: Grupul de Armate Centru (german) a capitulat în Cehoslovacia.
20: S-a încheiat răscoala georgiană de pe insula Texel, ultimele ostilități de pământ european.
23: Forțele britanice au luat prizonieri membrii guvernului din Flensburg, guvernul german format de președinte Reichului Karl Dönitz, după ce Adolf Hitler și Joseph Goebbels s-au sinucis.

### Iulie
6: Norvegia a declarat război Japoniei.
16: În SUA a fost efectuat Testul Trinity, prima experiență cu arma nucleară.
17: A început Conferința de la Potsdam. Aliații au hotărât viitorul Germaniei postbelice.
24: Truman l-a informat pe Stalin că Statele Unite aveau arma nucleară. Stalin fusese deja informat de spioni despre această realizare.

### August
6: Prima armă nucleară folosită vreodată în război, "Little Boy", a fost lansată asupra Hiroshimei de bombardierul Enola Gay.
8: Uniunea Sovietică a declarat război Japoniei și după numai câteva ore a început invazia Manciuriei.
9: A doua bombă nucleară, "Fat Man", a fost lansată de bombardierul Bockscar asupra orașului Nagasaki. Trupele sovietice au intrat în Republica China și în Coreea.
15: Împăratul Hirohito a ținut un discurs la radio anunțând capitularea necondiționată a Japoniei.
16: Împăratul Hirohito a emis un ordin pentru încetarea focului.
19: La o întâlnită a forțelor necomuniste din Hà Nội, Hồ Chí Minh și  Việt Minh și-au asumat rolul conducător în mișcarea de eliberare de sub dominația franceză.
30: Royal Navy a eliberat Hong Kongul.

### Septembrie
2: Japonia a semnat actul capitulării la bordul vasului de război  USS Missouri ancorat în Golful Tokyo.
2: În Vietnam, naționaliștii chinezi au acceptat capitularea forțelor de ocupație japoneze de la nord de paralela de 16o. La sud de această paralelă, britanicii și indienii au acceptat capitularea forțelor japoneze. Liga pentru independență Việt Minh dominată de comuniști, cu ajutorul americanilor, a cucerit puterea în nord. Ho Și Min a înființat Guvernul Republicii Democrate Việt Nam cu sediul în Hà Nội și a emis o Declarație de independență, care era inspirată în mare parte din Declarația de independență a Statelor Unite ale Americii. Împăratul Bảo Đại a abdicat.
3: Forțele japoneze din Filipine și Singapore s-au predat americanilor, resppectiv britanicilor.
5: Singapore  a fost eliberat în mod oficial de forțele britanice și indiene.
16: Garnizoana japoneză din Hong Kong a capitulat în mod oficial.
22: Britanicii au eliberat 1.400 de parașutiști francezi, foști prizonieri de război din lagăre din jurul Saigonului. Împreună cu cei aproximativ 20.000 de civili francezi, parașutiștii s-au răsculat ucigând vietnamezi suspectați a fi membri ai Viet Minh, sau civili vietnamezi fără nicio vină. Trupele japoneze au fost reînarmate pentru a ajuta la restaurarea ordinii. Việt Minh a răspuns printr-o chemare la greva generală și prin organizarea războiului de guerilă împotriva francezilor.
23: Trupele franceze s-au reîntors în Vietnam și au intrat în conflict cu forțele comuniștilor vietnamezi și a naționaliștilor chinezi. Francezii s-au bucurat de sprijinul britanic în acțiunile lor.
24: Generalul francez Jacque Philippe Leclerc a sosit în Saigon și a declarat, "Am venit să ne revendicăm moștenirea". A izbucnit războiul din Indochina (1946 – 1954).

### Octombrie
1: În Vietnam, o înțelegere bilaterală franco-britanică a recunoscut administrația franceză a zonei sudice a țării. În Vietnamul de Nord, cei 180.000 de soldați naționaliști chineze s-au dedat la jafuri. Việt Minhul lui Hồ Chí Minh era prea prost echipat ca să facă față problemei. Hồ Chí Minh s-a văzut nevoit să accepte un compromis al Aliaților pentru reîntoarcerea temporară a 15.000 de soldați francezi, care să ajute la alungarea chinezilor. Trupele lui Chiang Kai-Shek au fugit în Taiwan, jefuind totul în timpul retragerii. După încheierea celui de-al doilea război mondial, foametea a ucis peste 3 milioane de vietnamezi